# アメリカ合衆国西部

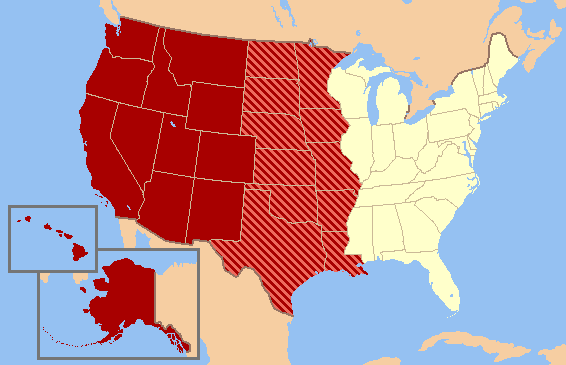
国勢調査局による西部13州（赤）と、ミシシッピ川以西の+11州（縞）

アメリカ合衆国西部（アメリカがっしゅうこくせいぶ、英語: Western United States、通常は American Westまたは単に The West）は、アメリカ合衆国の西部にある諸州の伝統的な呼び方である。
アメリカ合衆国は建国以来西へ西へと拡がってきたので、西部の定義は時代と共に変わってきた。西部の東端は初期はアパラチア山脈と考えられていたが徐々に西へと移動し、現在ではミシシッピ川とする考え方が多い。
「西部」はアメリカの歴史の中で重要な役割を演じてきた。古西部はアメリカの民間伝承に留められている。

## 地理

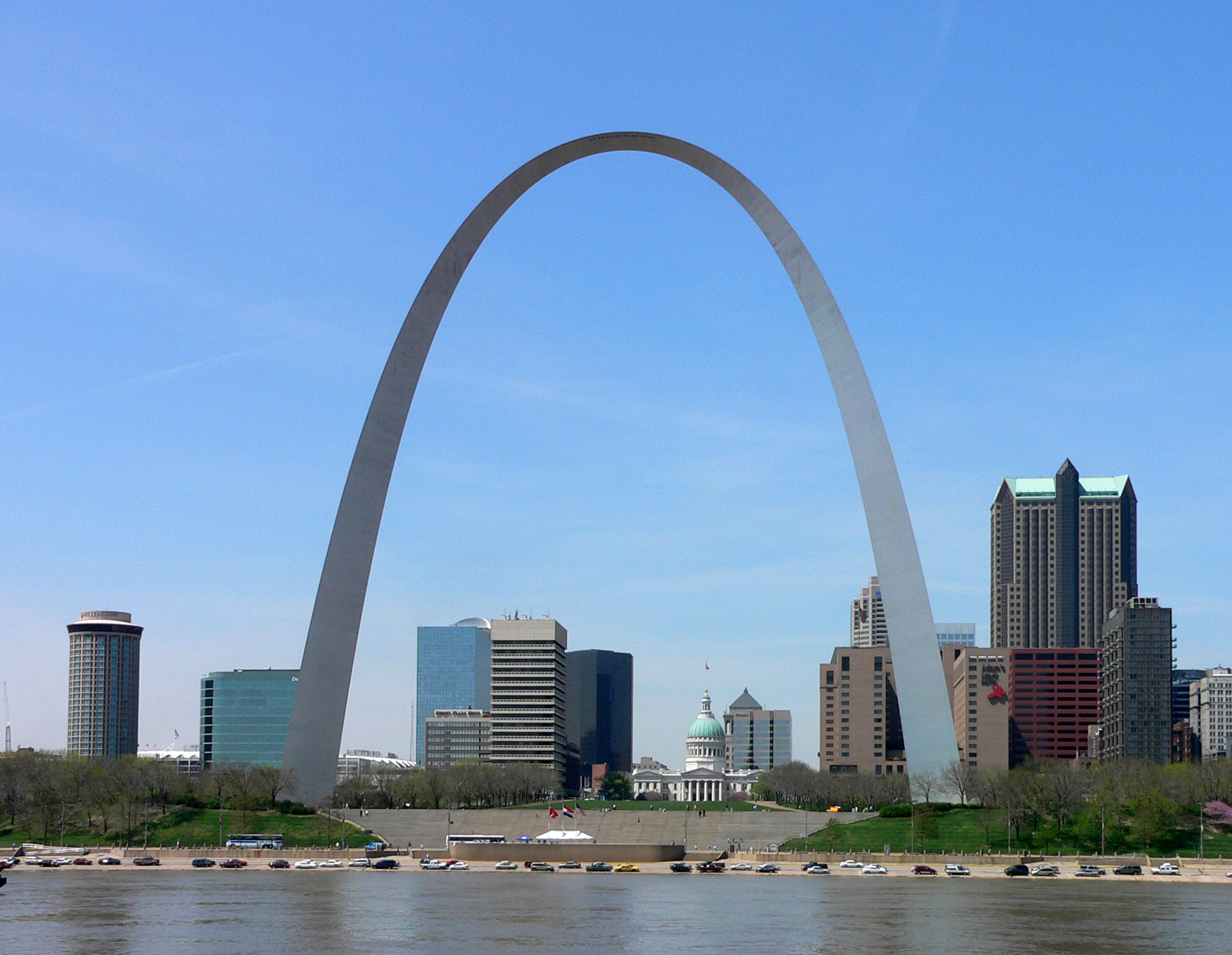
セントルイスのゲートウェイ・アーチ。西部開拓の出発点を記念した建造物

最も広い定義に従えば、アメリカ合衆国西部はアメリカ合衆国の面積の半分以上を占める広大な地域である。地理学的にも様々な形態であり、西海岸、温帯雨林の太平洋岸北西部、ロッキー山脈、グレートプレーンズ、東方にイリノイ州まで伸びる丈の高い草原のプレーリー、オザーク高原の西部、南部森林地帯の西側の部分、メキシコ湾岸、および砂漠地帯（モハーヴェ砂漠、グレートベースン、チフアフアン砂漠）が含まれている。
この地域はルイジアナ買収で得た領土の大半、1818年にイギリスから得た領土の大半、テキサス共和国が合衆国に加盟した時に得た土地のいくらか、1846年にイギリスから得た土地の全部、1848年にメキシコから割譲された土地の全部およびガズデン購入で得た土地の全部が入っている。

### 様々な領域の定義
西部は、アメリカ合衆国の最大の地域として様々な変化があるので、多くの場合また一段小さな地域に分割される。アリゾナ州、コロラド州、カリフォルニア州、ニューメキシコ州、ネバダ州、オクラホマ州、テキサス州およびユタ州とその地域はアメリカ合衆国南西部と見なされる。アイダホ州、モンタナ州、オレゴン州、ワシントン州およびワイオミング州は北西部とされる。また、北西部の中でももう少し狭く、ワイオミング州とモンタン州・アイダホ州の東部を除き、カリフォルニア州北部とカナダのブリティッシュコロンビア州を加えて太平洋岸北西部とすることがある。
他にも領域の呼び方として太平洋岸州（アラスカ州、カリフォルニア州、ハワイ州、オレゴン州およびワシントン州）、西海岸（カリフォルニア州、オレゴン州およびワシントン州）、山岳州（アリゾナ州、コロラド州、アイダホ州、モンタナ州、ネバダ州、ニューメキシコ州、ユタ州およびワイオミング州）がある。アラスカ州とハワイ州は他の西部州と分離され、あまり類似性が無いが、通常は西部の一部とされる。テキサス州西部のチフアフアン砂漠は伝統的に西部の一部とされている。
西部の州の中には東方の州と同じ地域に入れられる州もある。カンザス州、ネブラスカ州、サウスダコタ州およびノースダコタ州は中西部に含まれて、アイオワ州、イリノイ州やウィスコンシン州と同列に扱われることがある。テキサス州とオクラホマ州は南西部の一部と考えられることが多く、またテキサス州とルイジアナ州は南部の一部とも見なされる。
ミシシッピ川の東にある州が西部と考えられることは、今日では稀になった。しかし、歴史的には北西部領土がアメリカ合衆国初期の重要な領土であり、これにはオハイオ州、インディアナ州、イリノイ州、ミシガン州およびウィスコンシン州とミネソタ州の北東部が含まれていた。

## 自然の地形

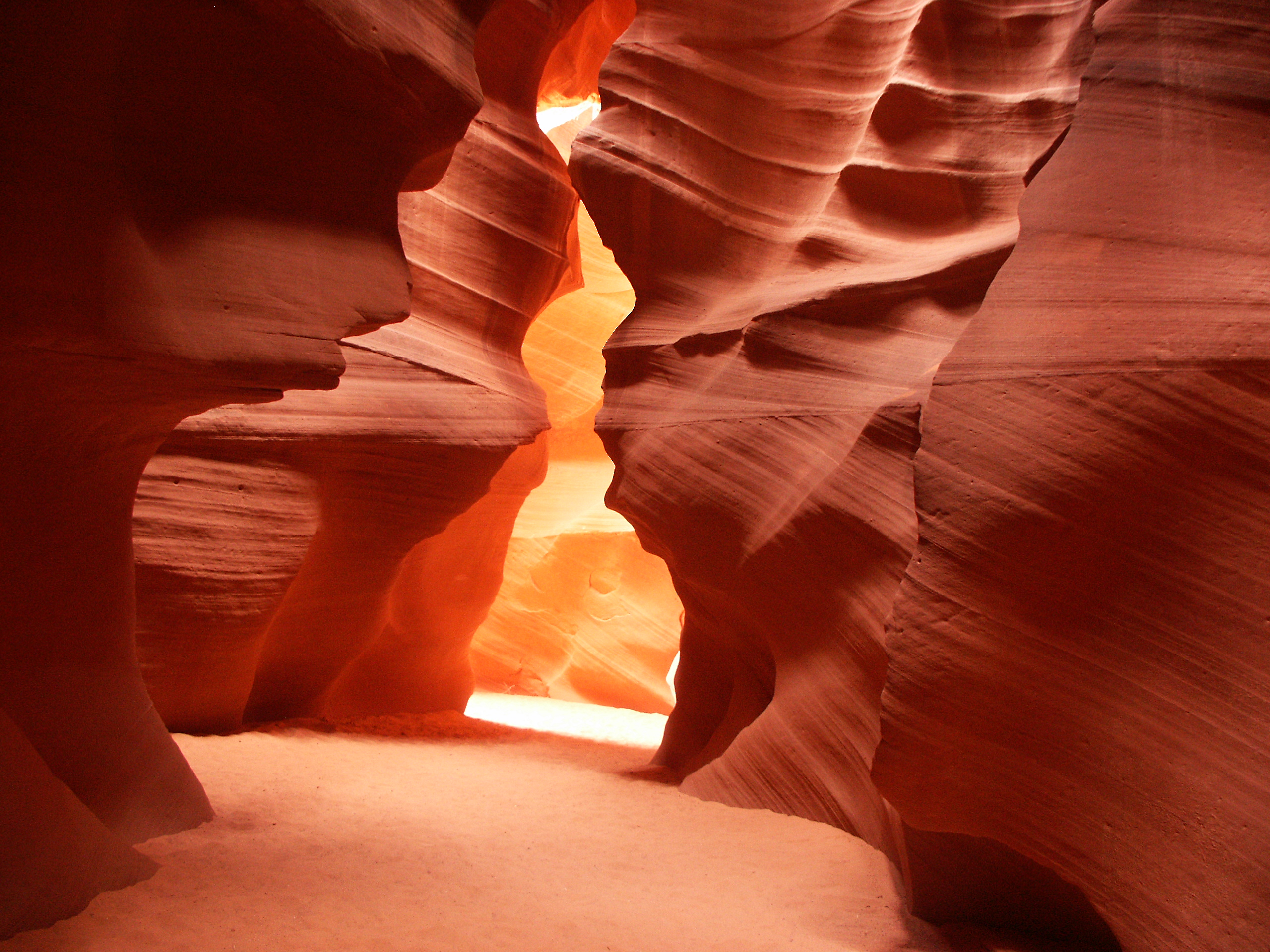
アンテロープ・キャニオン
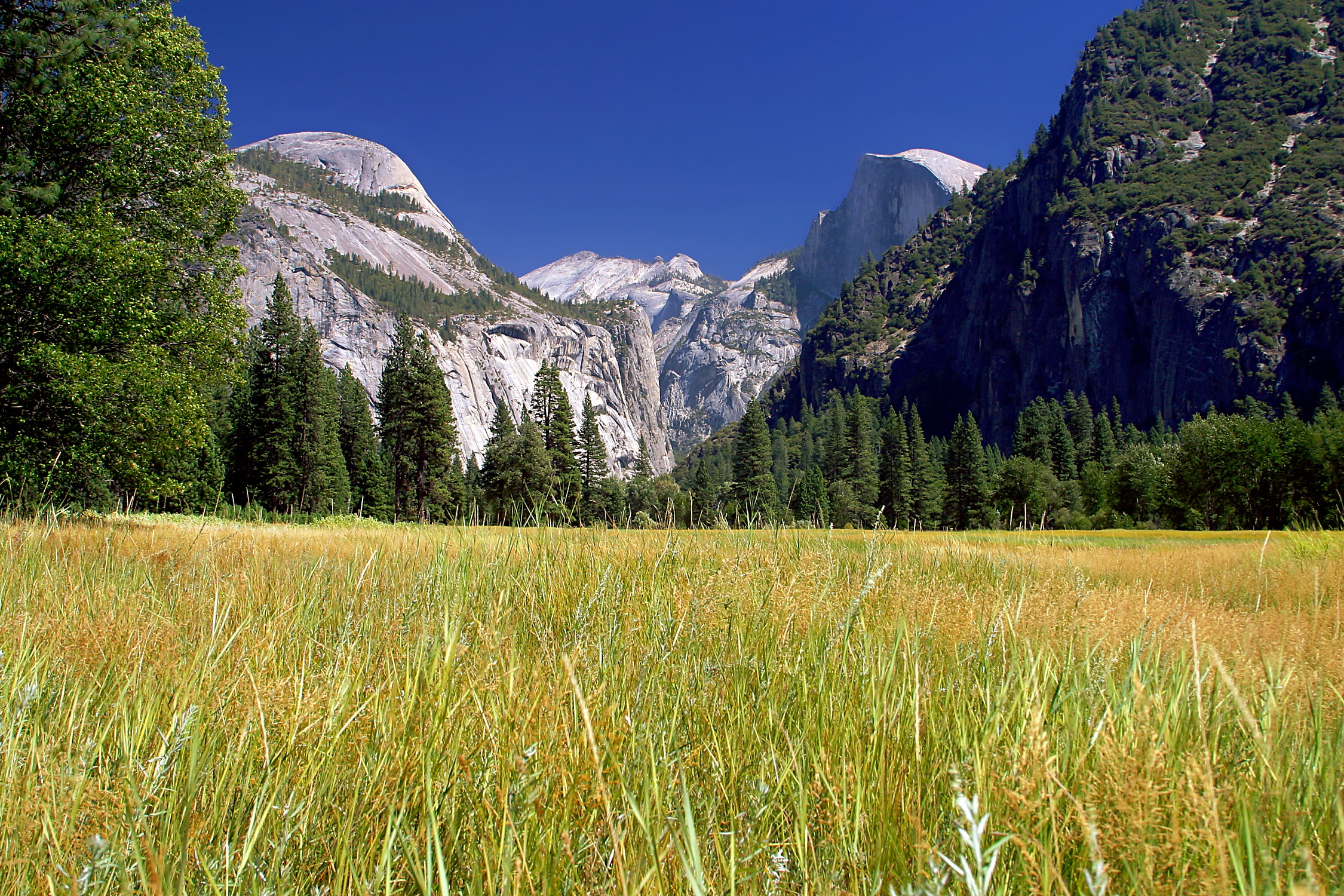
ヨセミテ国立公園
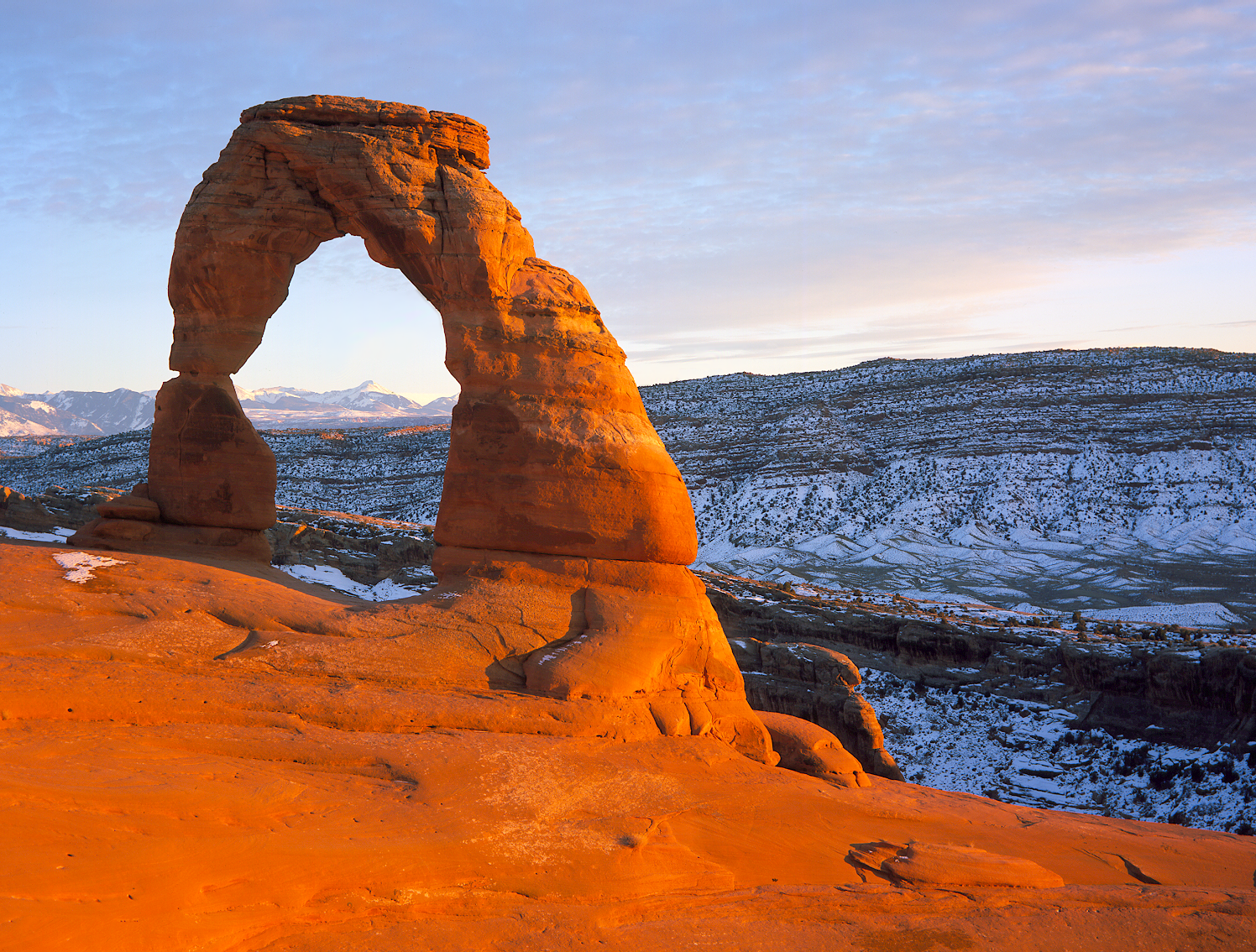
アーチーズ国立公園 デリケート・アーチ
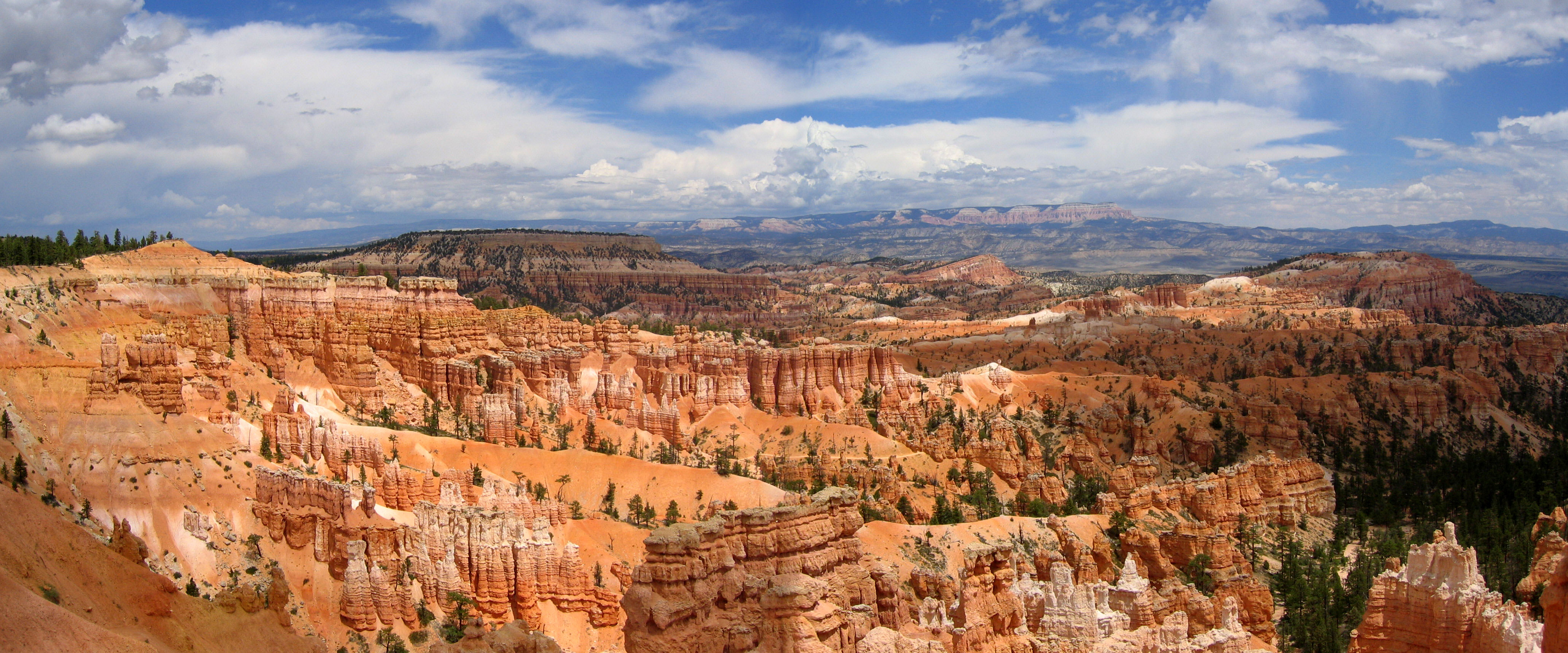
ブライス・キャニオン
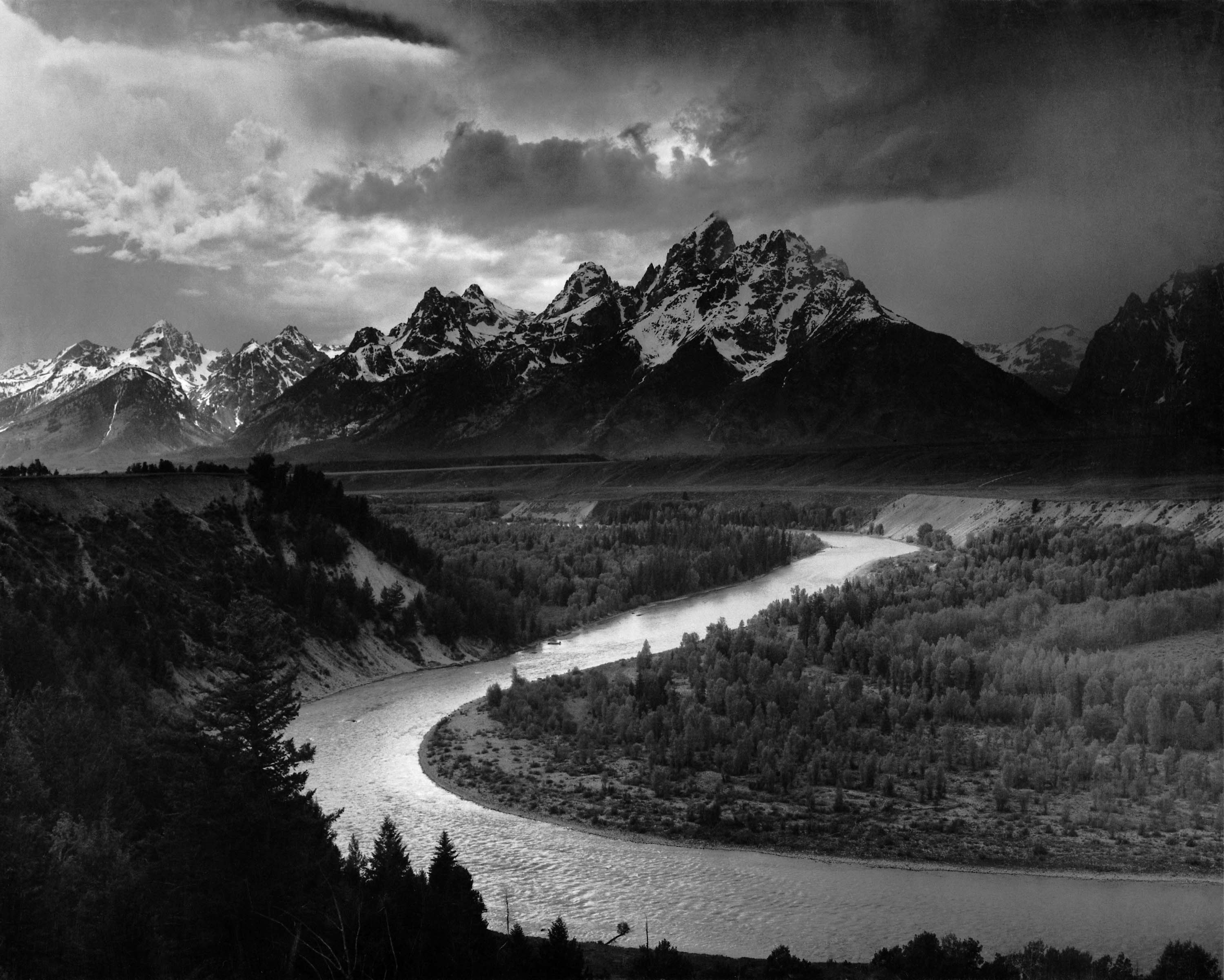
テトンズ
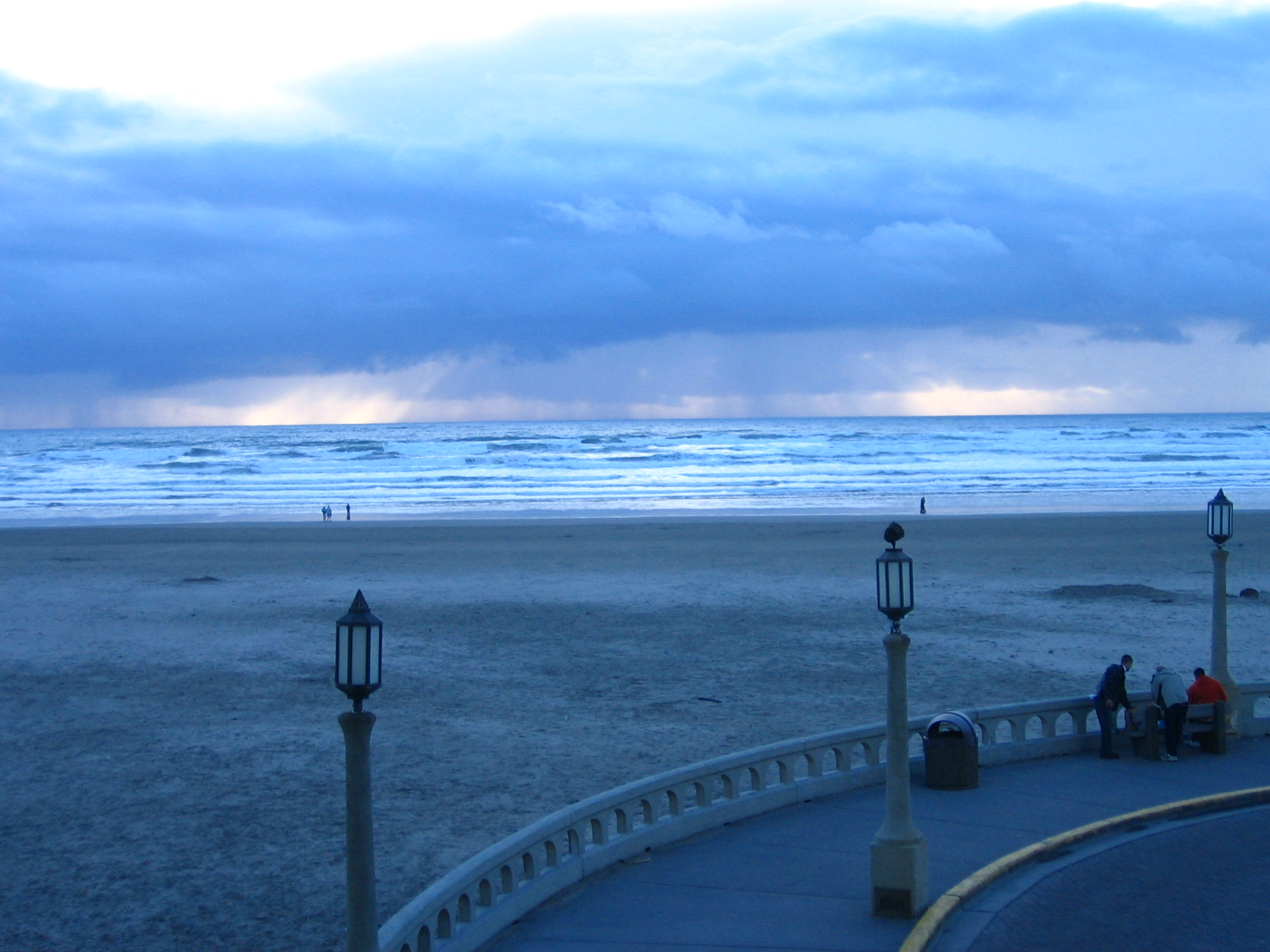
太平洋
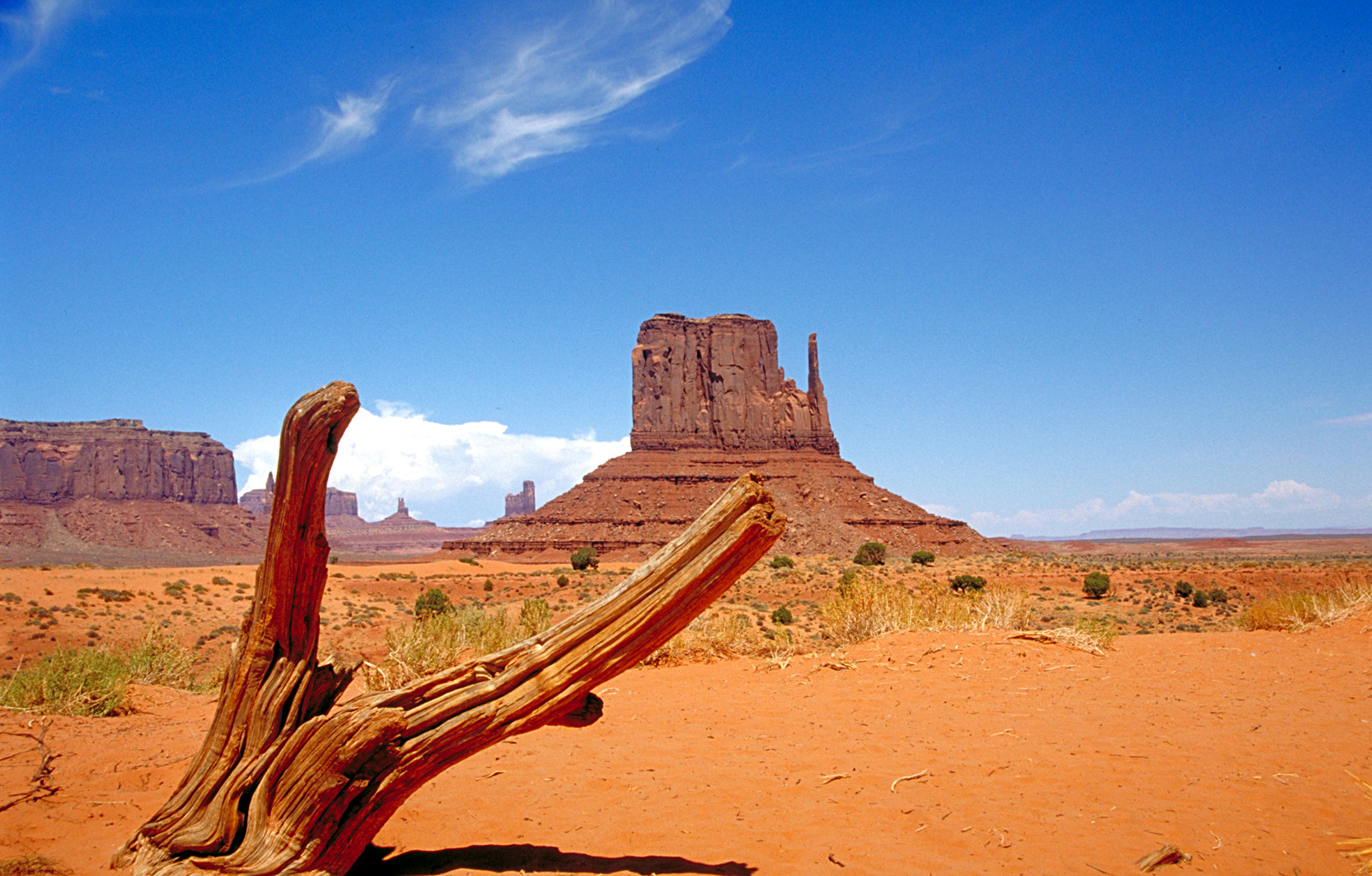
モニュメント・バレー
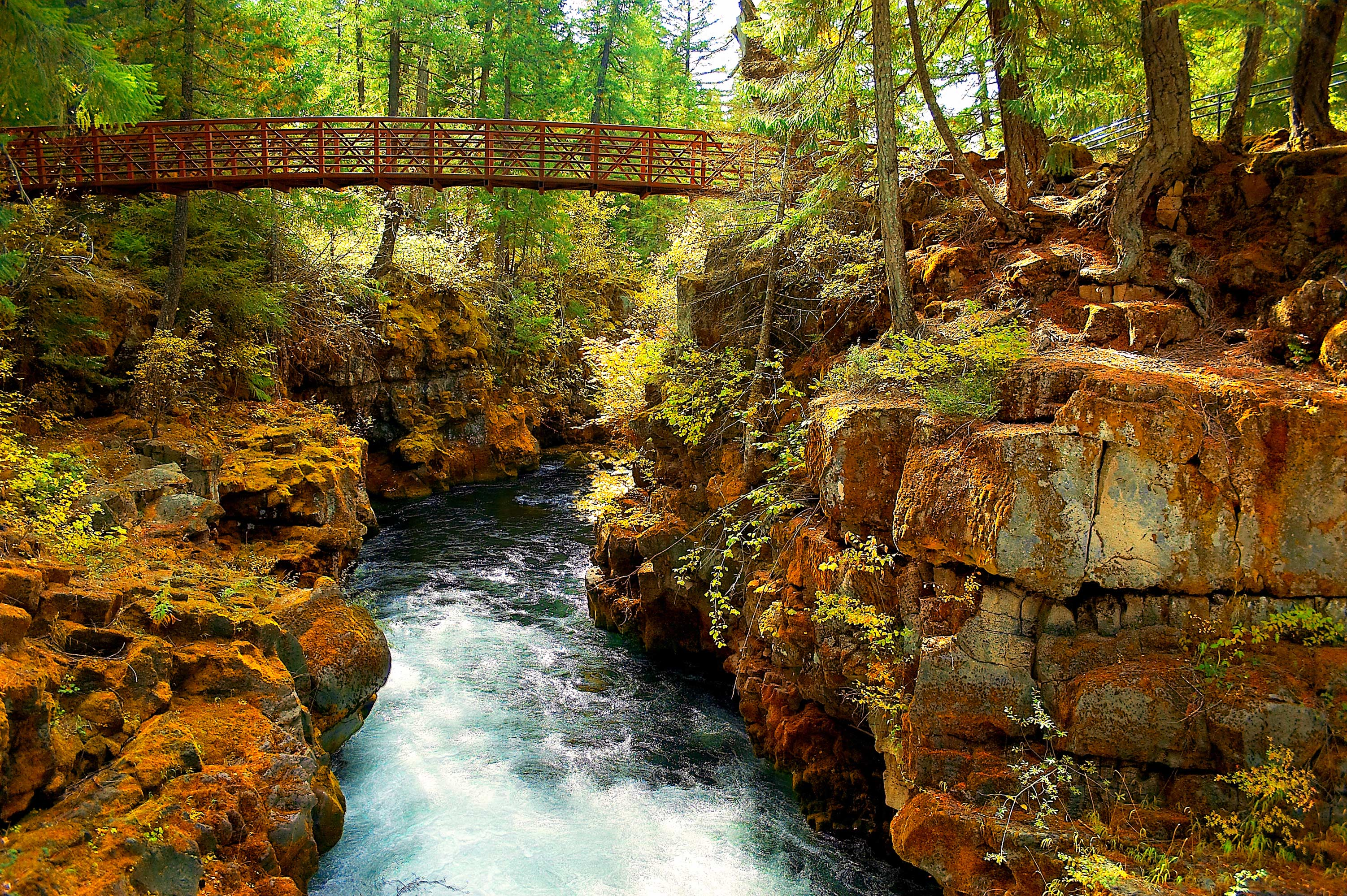
ルージュ川
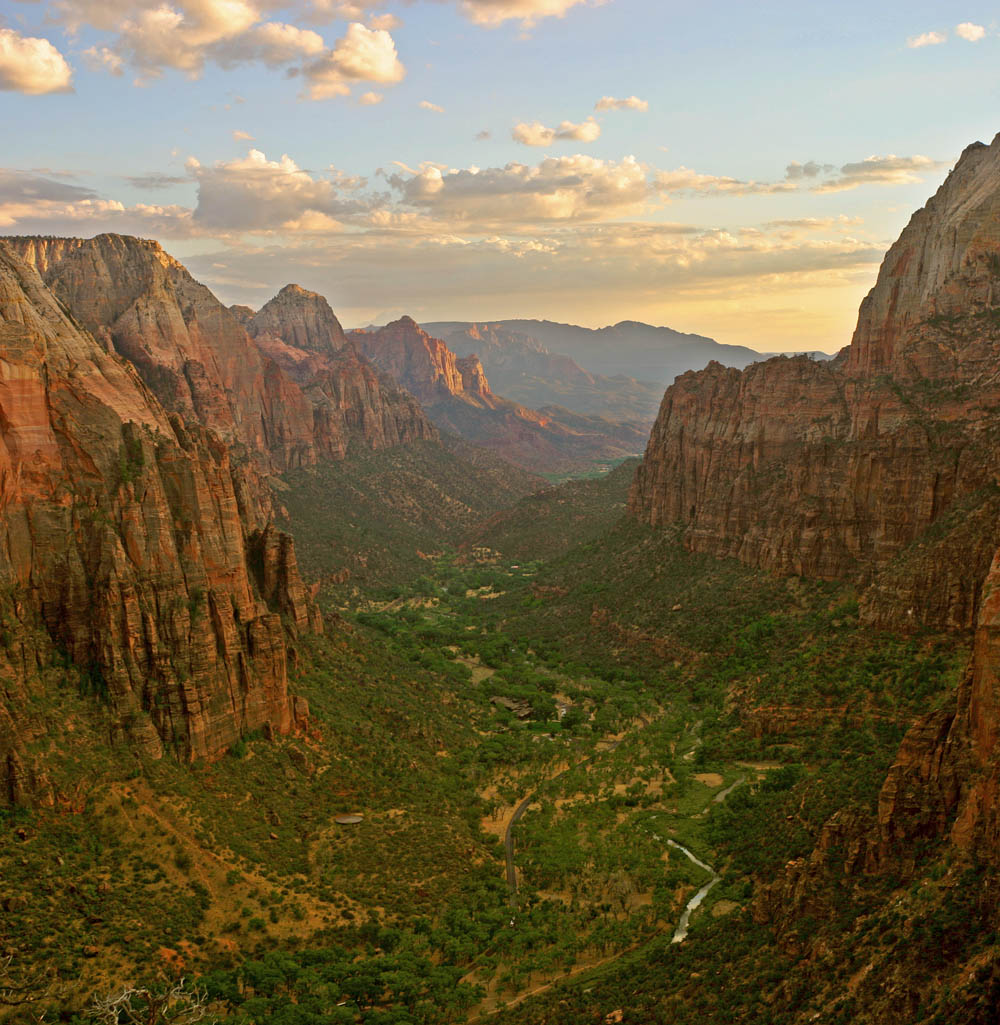
ジオンNPのエンジェルス・ランディング
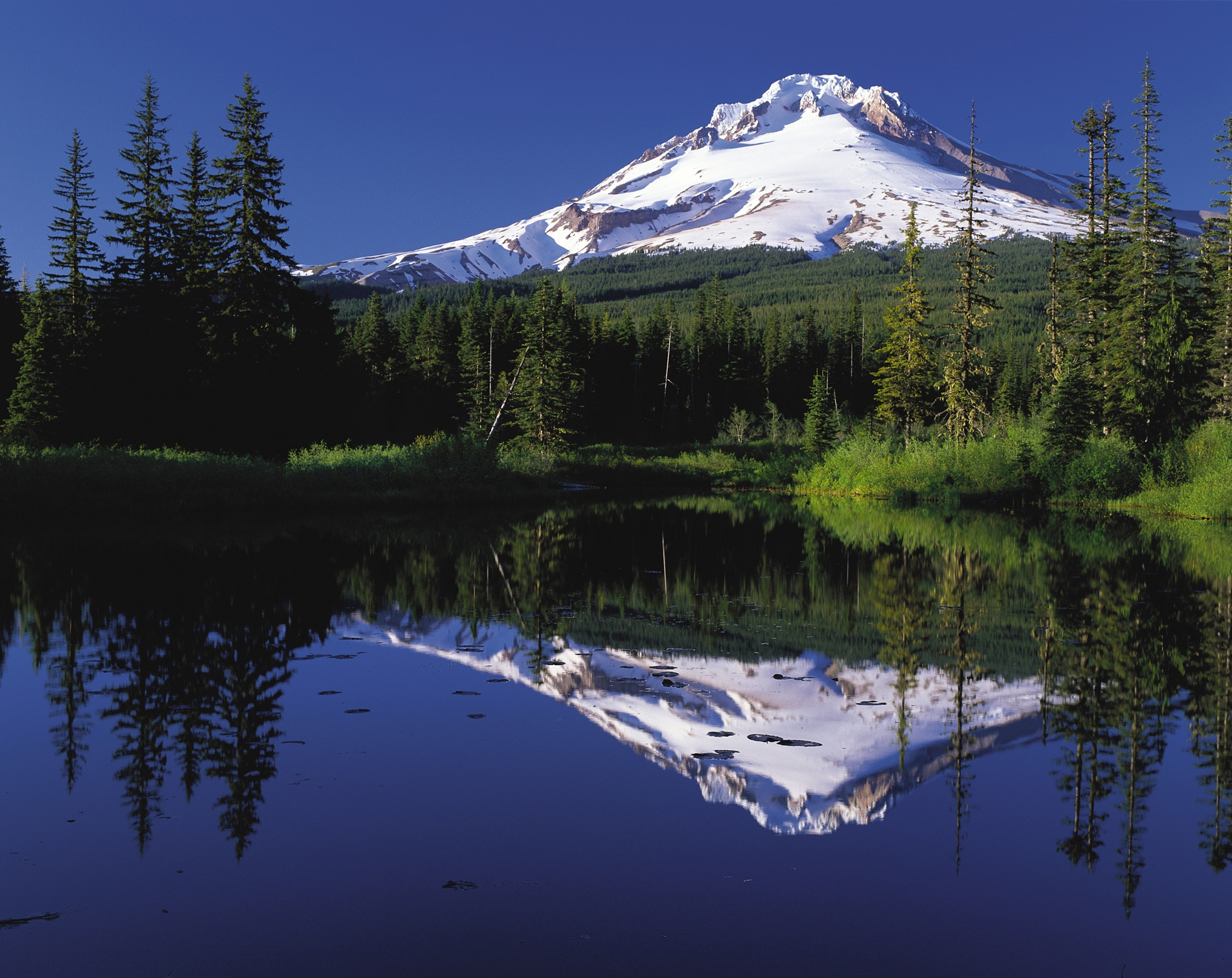
フード山
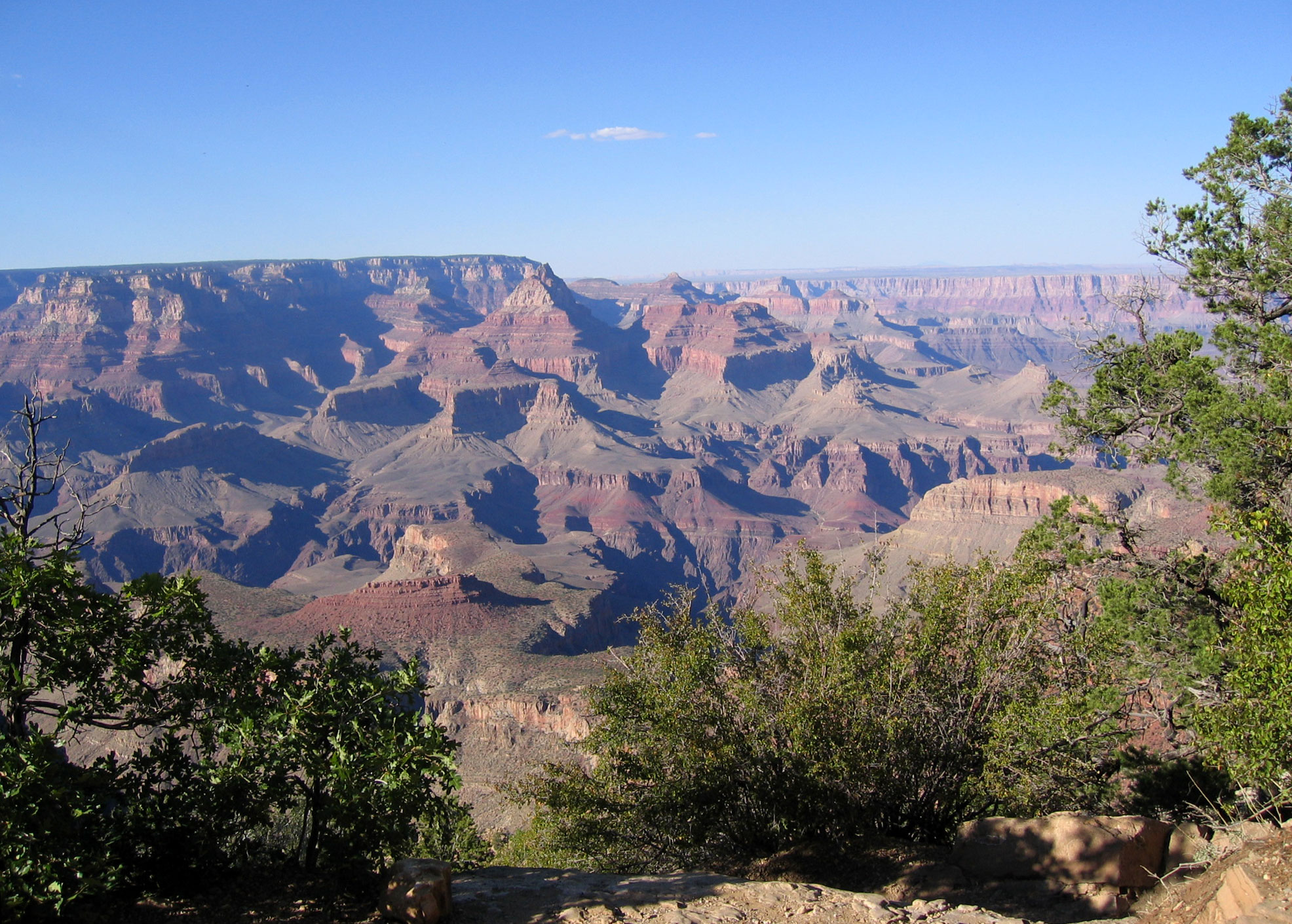
グランド・キャニオン
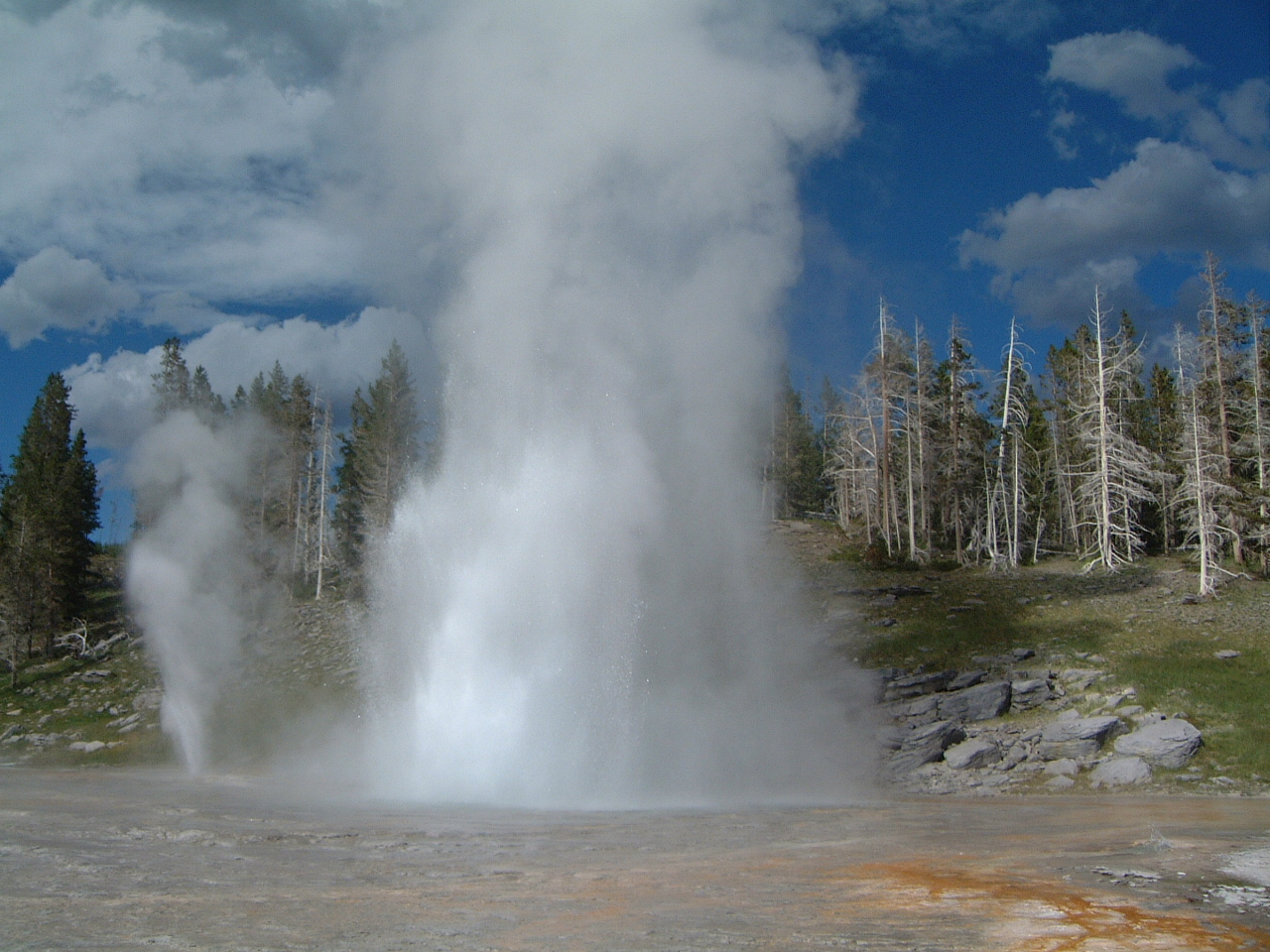
イエローストーン国立公園
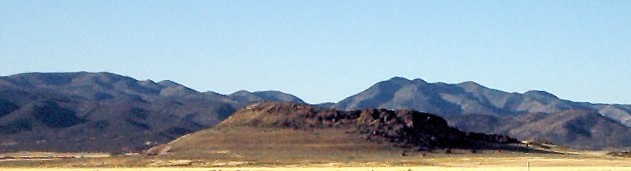
ユタ州の死火山
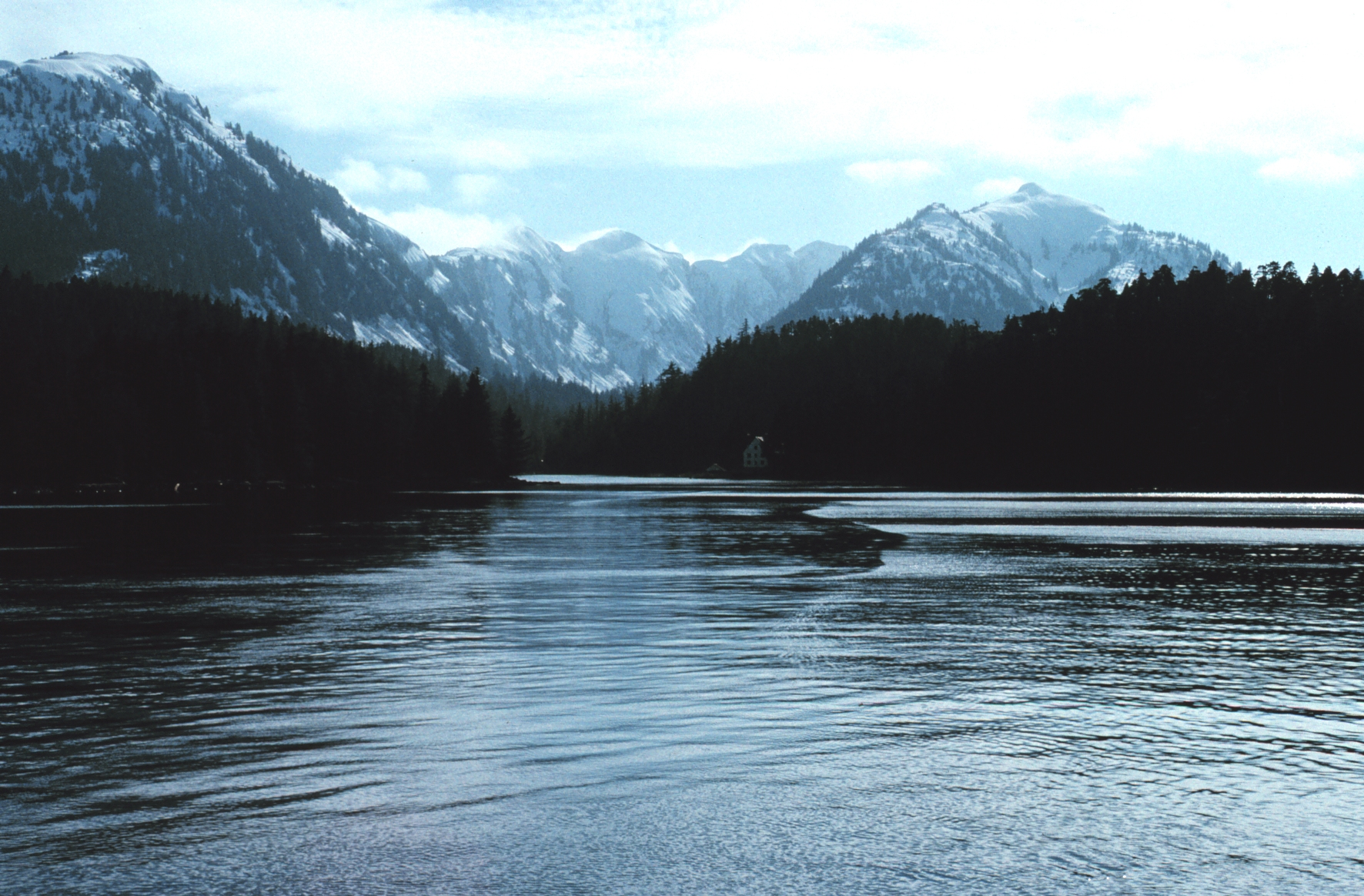
アラスカ
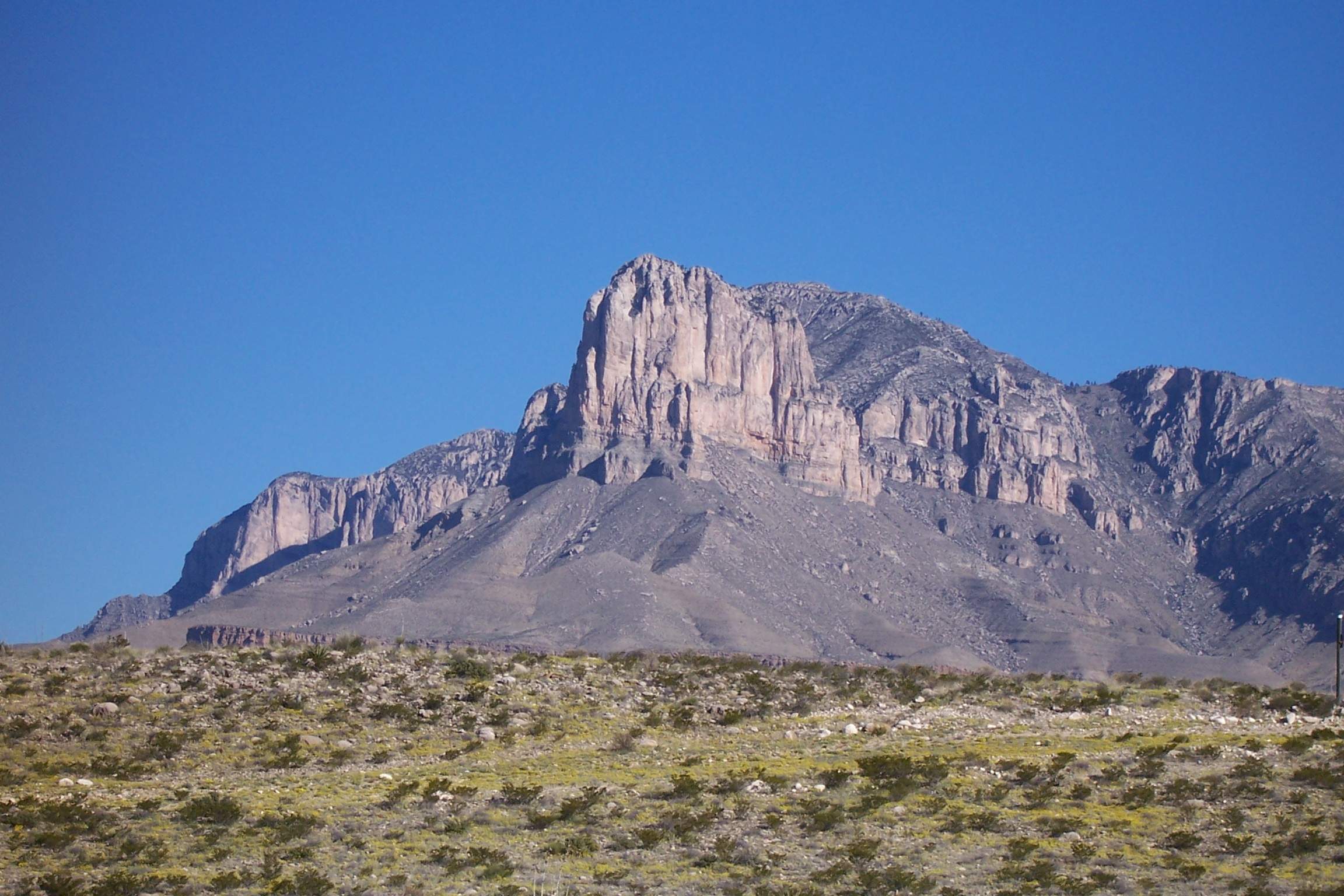
テキサス州 エル・キャピタン
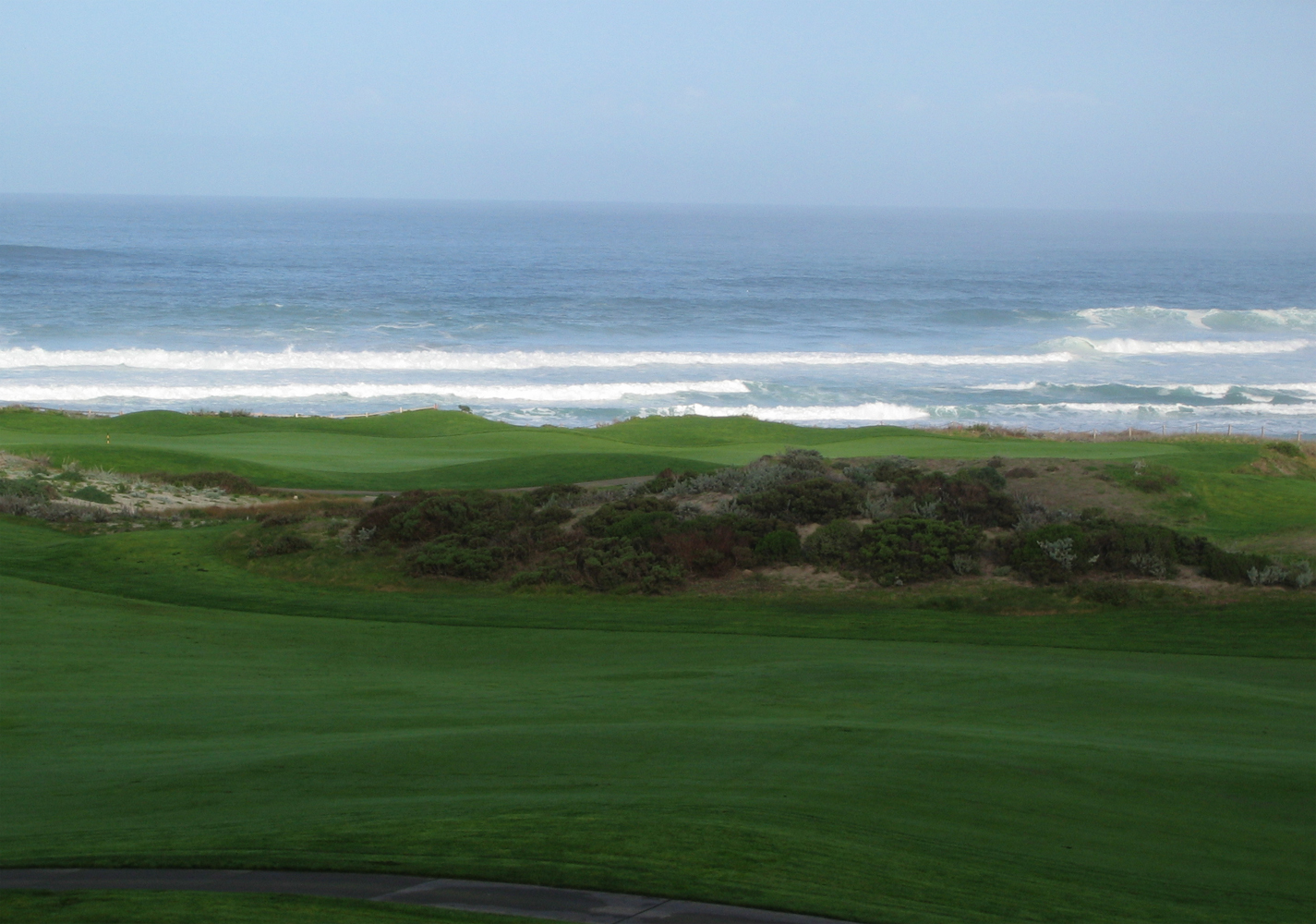
ペブルビーチの太平洋
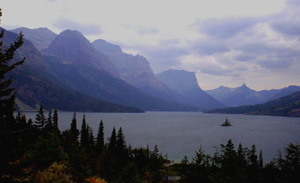
グレイシャー国立公園
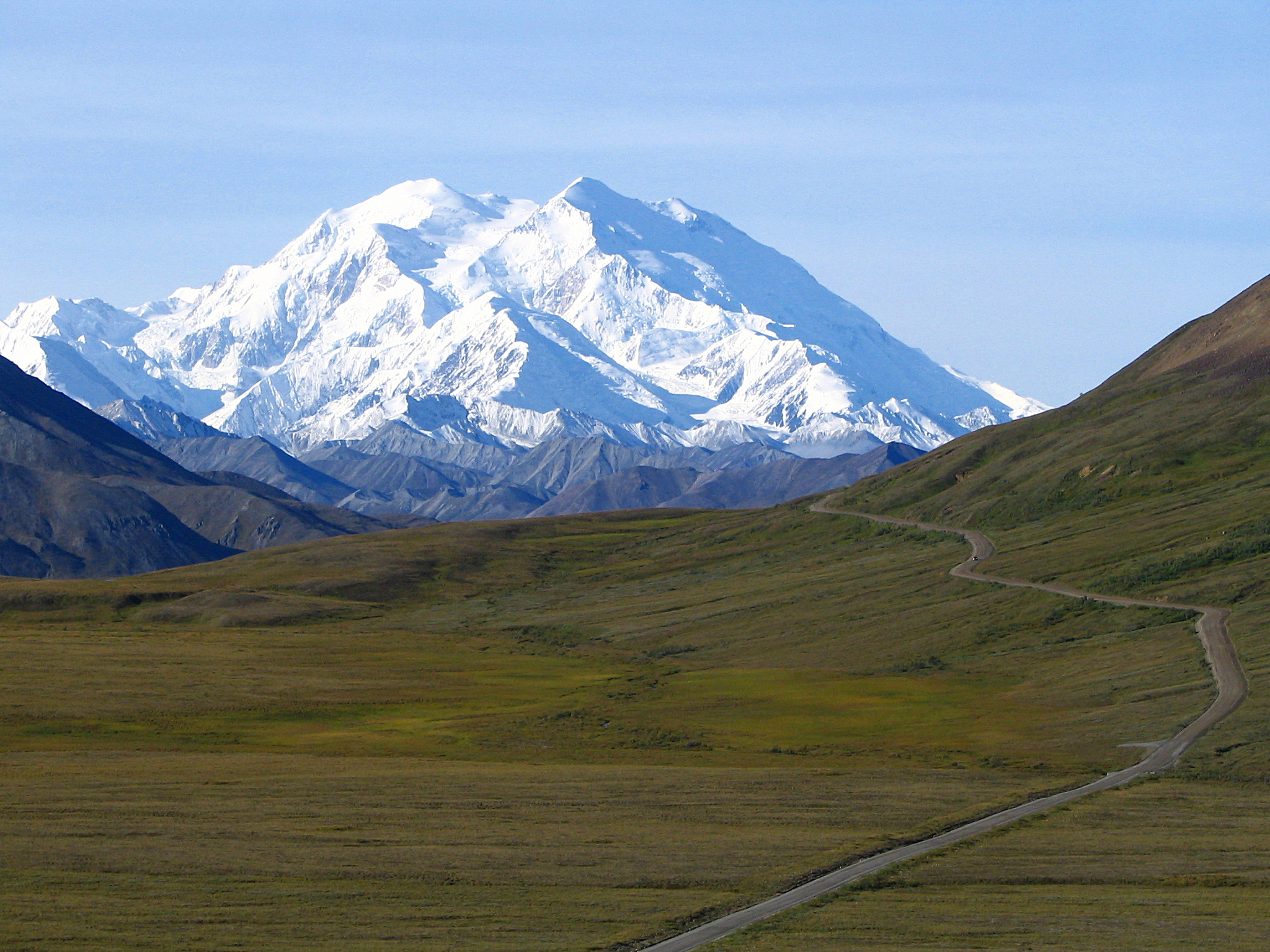
デナリ

太平洋岸にはロッキー山脈ほどのスケールではないが、海岸山脈があり登るには骨が折れる。この山脈は太平洋から来る空気中の水蒸気の大部分を集める。中部カリフォルニアの比較的乾燥した気候においても、セコイアの成長を促すだけの水分を掻き集めている。海岸山脈の東には、カリフォルニアのサンホアキン・バレーやオレゴンのウィラメットバレーのような耕作に適した肥沃な渓谷がある。
これらの渓谷の先にはシエラネバダ山脈が南に、カスケード山脈が北にある。この山並みにはアメリカ合衆国でも高い山が幾つかある。シエラネバダ山脈のホイットニー山が本土の48州では最高峰で標高は4,421 mである。ワシントン州の火山レーニア山は標高4,392 mである。シエラネバダ山脈の活火山セント・ヘレンズ山は1980年に噴火した。マザマ山は西暦紀元前4860年頃に大きな噴火があり火口湖を形成した。これらの山脈にはかなりの降水量があり、海岸山脈を超えてきた水蒸気をほとんど捉まえてしまい、「雨陰」を作って東に伸びる広大な乾燥地帯を形成している。この乾燥地帯にはネバダ州、ユタ州およびアリゾナ州が含まれる。モハーヴェ砂漠やソノラ砂漠などの砂漠がここにある。
これら砂漠のむこうにロッキー山脈がある。北部はカスケード山脈のすぐ東を走っているので、砂漠地帯はカナダ国境までは伸びていない。ロッキー山脈は数百マイルの幅があり、中断無しでニューメキシコ州からアラスカまで続いている。ロッキー山脈の最高峰は4,250 mを越えておりコロラド州の中央にある。
西部には太平洋に注ぐ長い川が幾つかあり、またメキシコ湾に注ぐ東方の川もある。ミシシッピ川が今日の西部で東端の境界である。ミシシッピ川支流のミズーリ川はロッキー山脈に水源があり、東方にグレートプレーンズを横切り、広大な草原台地を過ぎて、ゆっくりとした傾斜で森林地帯を通ってミシシッピ川に注ぐ。コロラド川は山岳州を蛇行して流れ、1点でグランドキャニオンを形成している。コロラド川は南西部の主要な水源であり、フーバーダムのような多くのダムがあって貯水池を造っている。水量が豊富なので西部の飲料水として使われ、カリフォルニアの灌漑用にも用いられるので、カリフォルニア湾まで水が届かない年がある。北アメリカから太平洋に注ぐ川の中で水量が最も豊富なコロンビア川とその支流スネーク川は太平洋岸北西部の水源である。ネブラスカ州を流れるプラット川は川幅が1マイル (1.6 km)あるが、深さは半インチ (1 cm)しかない。リオ・グランデ川は北からニューメキシコ州を2つに割って流れ、下流はテキサス州とメキシコの国境となっている。

### 気候と農業
四季の温度は西部全体でみると大きく変化する。年間雨量は東部領域が多く、西に行くに連れて少なくなり、太平洋岸にいくとまた増加する。実際にアメリカ合衆国で最大の雨量があるのは太平洋岸北西部の海岸である。合衆国で一番降雪量が多いのはロッキー山脈である。旱魃は合衆国の他のどの地域よりも西部で多い。記録に残る最も乾燥した地域はカリフォルニア州のデスバレーである。
ロッキー山脈の東では激しい雷雨が起こる。南部の平原では毎春竜巻が起こる。最も普通に現れ、最も破壊的な竜巻は「竜巻通路」と呼ばれる地帯に現れ、西部の東側の領域でテキサスからノースダコタまでの縦に連なる州とその東である。

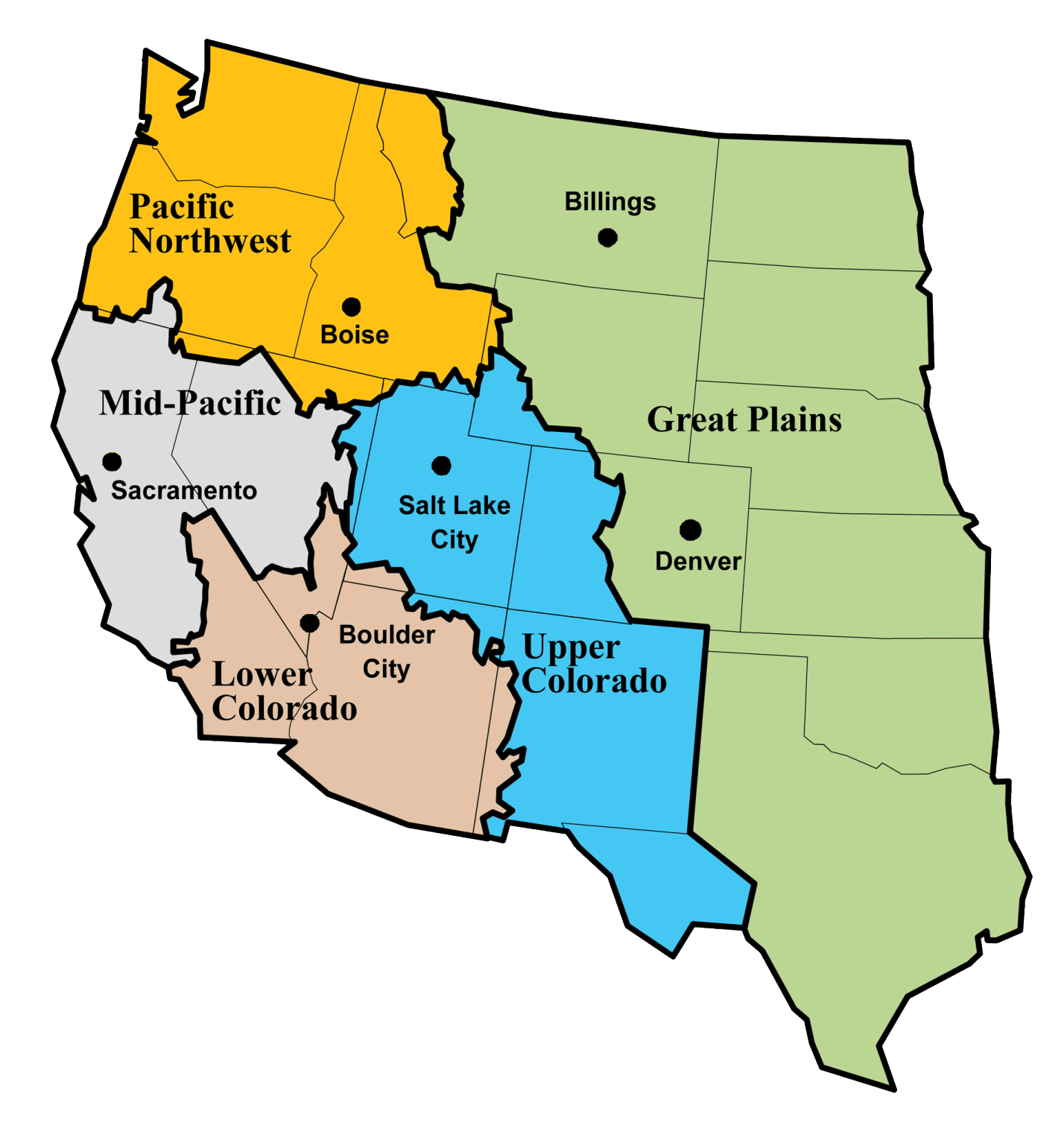
開拓局の地域

農業は、雨量、灌漑水、土壌、標高および温度差によりその様態が変わる。乾燥地帯では一般に家畜の放牧、おもに肉牛が飼われている。「小麦ベルト」はテキサスから両ダコタ州まで広がっており、合衆国の小麦と大豆の大半を生産するだけでなく、残りを世界へ輸出している。南西部の灌漑は大量の果物、木の実および野菜を産し、穀物、干草や花も豊富である。テキサスは牛と羊の主要な産地であり、また合衆国でも最大の綿花を産出する。ワシントン州はリンゴで有名であり、アイダホ州はジャガイモである。カリフォルニア州とアリゾナ州は柑橘類の産出量が多いが、大都市のドーナツ化現象で果樹園の土地が少なくなりつつある。
水資源と灌漑について、19世紀後半の数回に渡る調査で、西部の州政府は連邦政府でなければ西部の発展を支えるに必要なだけ確保できないと考え始めた。アメリカ合衆国議会は1902年から幾つか法案を通して、アメリカ合衆国開拓局の設立を認め、西部17州の水資源開発計画を監督してきた。20世紀の前半、ダムや灌漑の計画によって水を確保し、西部中の農業を急速に成長させ、農業が以前は生存に必要なだけを生産していたような幾つかの州に繁栄を齎した。第二次世界大戦に続いて、合衆国南西部は農業灌漑用の水を発電に回して、ラスベガスやロサンゼルスのような人口集中部に回すようになった。

### 地質学
合衆国西部の東半分の大半を占める平原は、上古生代、中生代および新生代から堆積した岩で覆われている。ロッキー山脈では前期カンブリア紀やその後の時代の火成岩や変成岩が露出している。山間の州や太平洋岸北西部の州では新生代の火山岩が一面に広がっている。塩類平原や塩湖は大きな内陸海が現在の西部に有った時代を明かしている。太平洋岸州は合衆国の中でも最も地質学的に多様な地帯である。カリフォルニア州では数年毎に大きな地震が発生して災害を生む。太平洋岸州は火山の活動が最も盛んな地域であるが、死火山や溶岩流の痕跡が西部の西側半分でも広く見られる。

### 人文地理学
西部の大抵の州が急速に成長している。太平洋岸には幾つかの大きな都市の帯があるが、東方のロッキー山脈とシエラネバダ山脈の間は未だに人口の希薄な地帯である。2000年時点で、ワイオミング州の人口は493,782人で合衆国で最も人口が少ない州となり、逆にカリフォルニア州の人口は33,871,648人で最も多い州となった。
西部で最大の都市は西海岸にあるロサンゼルスである。他にもサンディエゴ、サンノゼ、サンフランシスコ、シアトルおよびポートランドがある。山岳州で有名な都市としては、コロラド州デンバー、アリゾナ州フェニックス、ニューメキシコ州アルバカーキ、ネバダ州ラスベガスおよびユタ州ソルトレイクシティがある。
環境保護が問題となったとき開発の波が西部の大部分までは届いていなかったので、連邦政府の部局は広い範囲の土地を所有し管理を始めた。連邦内務省の国立公園局と土地管理局および農政省の森林局が中でも重要な部局である。国立公園は、釣り、キャンピング、ハイキングおよび舟遊びのような余暇活動のために保護されているが、その他の政府の土地は大規模放牧、木材の切り出しや採鉱のような営利活動も可能である。近年、連邦政府の土地で家畜を育てて稼いだ地方在住者が、土地が環境にやさしい範囲内で使われるようにすることを要求されている土地の管理者との間で紛争になった。
アメリカ合衆国西部という呼び方は厳密に言うと、アメリカ西部や西部と同義ではない。後の2つの言葉はアラスカやハワイを含まず、時には太平洋岸諸州の西側部分、特に大都市部を除外することもある。また3つの言葉共に中西部の州は除外する傾向にある。

## 歴史と文化

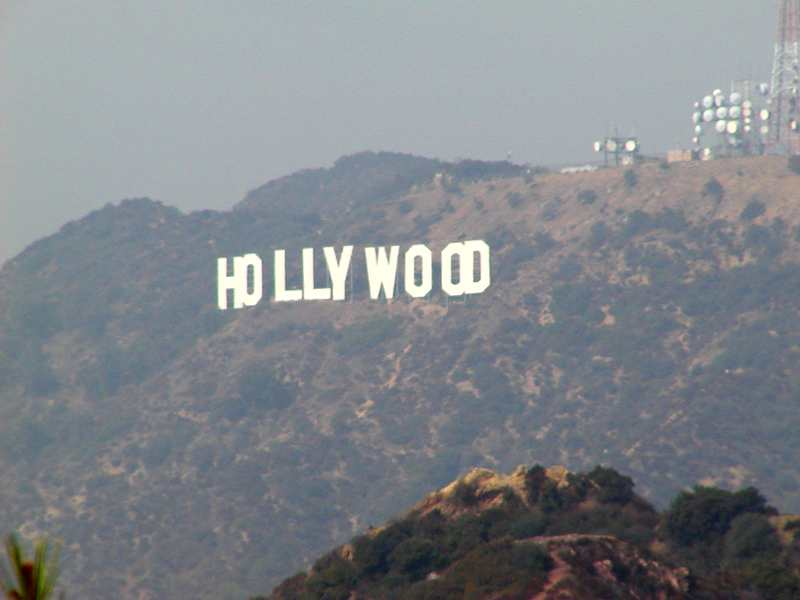
アメリカ映画産業のメッカ、ハリウッド

西部は太平洋とメキシコ湾を境界としているために、さまざまな民族集団によって形作られてきた。ハワイはアジア系アメリカ人の人口がヨーロッパ系アメリカ人のそれを上回る唯一の州である。1800年代以降何回かの波があったが、多くのアジアの国からカリフォルニアや他の海岸州に移民して来て、ゴールドラッシュや大陸横断鉄道の建設、農業およびごく最近ではハイテクノロジーに貢献してきた。
南西の国境沿いにあるカリフォルニア、アリゾナ、ニューメキシコおよびテキサスの諸州はメキシコ系アメリカ人の人口が多く、以前メキシコ領であった歴史を多くのスペイン語の地名が証明している。
西部には合衆国の先住民の多くも住んでおり、特に山岳州や砂漠州の大規模居留地に多い。
テキサスはかって南部の奴隷州であったので、特にその東半分にはかなりの数の移民ではない、田園に住むアフリカ系アメリカ人が住んでいる。
太平洋岸諸州においては、小さな町、農場および森林のある広い地域が、メディアや技術産業の世界的中心となった幾つかの大きな港湾市に補完されている。合衆国で第2の都市であるロサンゼルスはハリウッド映画産業があることでもよく知られている。ロサンゼルスの周りの地域は第二次世界大戦の時に主要な航空機産業の中心となった。ボーイングはワシントン州にあるが、航空機産業をリードする存在である。ロサンゼルスの成長とシリコンバレーを含むサンフランシスコ湾地区の発展によってカリフォルニア州は全米で一番人口の多い州となった。オレゴンとワシントンもボーイングやマイクロソフトの隆盛に加えて農業や資源に基づく産業によって急速に発展している。砂漠州と山岳州は比較的人口密度が小さく、放牧や採鉱地区として発展したが、最近になって都市化が進むようになった。これらの州には高度の個人主義文化があり、都市開発、余暇および環境との興味のバランスを保ってきた。合衆国最北端のアラスカは、広い領土に少ない人口であるが、多くは誠実な先住民である。広い範囲に自然が残されており、国立公園や野生生物保護区として保護されている。ハワイの位置はアメリカとアジアの間の主要な玄関であり、観光の中心ともなっている。
文化的にはっきりと異なる点は南東部のアイダホ州の南東部、ユタ州、アリゾナ州の北部およびネバダ州に多くのモルモン教徒がいることである。また、ネバダ州ラスベガスやリノのカジノ保養地や、もちろん多くのアメリカ・インディアン保留地も特徴である。グアムと北マリアナには、カリフォルニアとネバダを含む第9巡回区域内地方裁判所が設置されている。

### 古西部
アメリカ合衆国東部の諸州からオレゴン・トレイルを通って西部領土へ多くの移民があったのは1840年代からである。1849年のカリフォルニア・ゴールドラッシュによって、カリフォルニアは数ヶ月間という短期間で急速な拡大を遂げ、1850年には他の州が経験したような準州という移行期を経ずしていきなり州に昇格した。アメリカの歴史で最大の移民は、末日聖徒イエス・キリスト教会が西部での安全を求めて中西部を離れた1840年代に起こった。1850年代は南北戦争に導く国家的問題の一部をなした政治的な議論が特筆される。この中で1850年の和解によりカリフォルニアは奴隷を認めない自由州として設立された。カリフォルニアは南北戦争の時は、主戦場から遠く離れていたためにほとんど役割が無かった。南北戦争の終戦後、多くの元アメリカ連合国支持者がレコンストラクションの最終期にカリフォルニアに移民してきた。

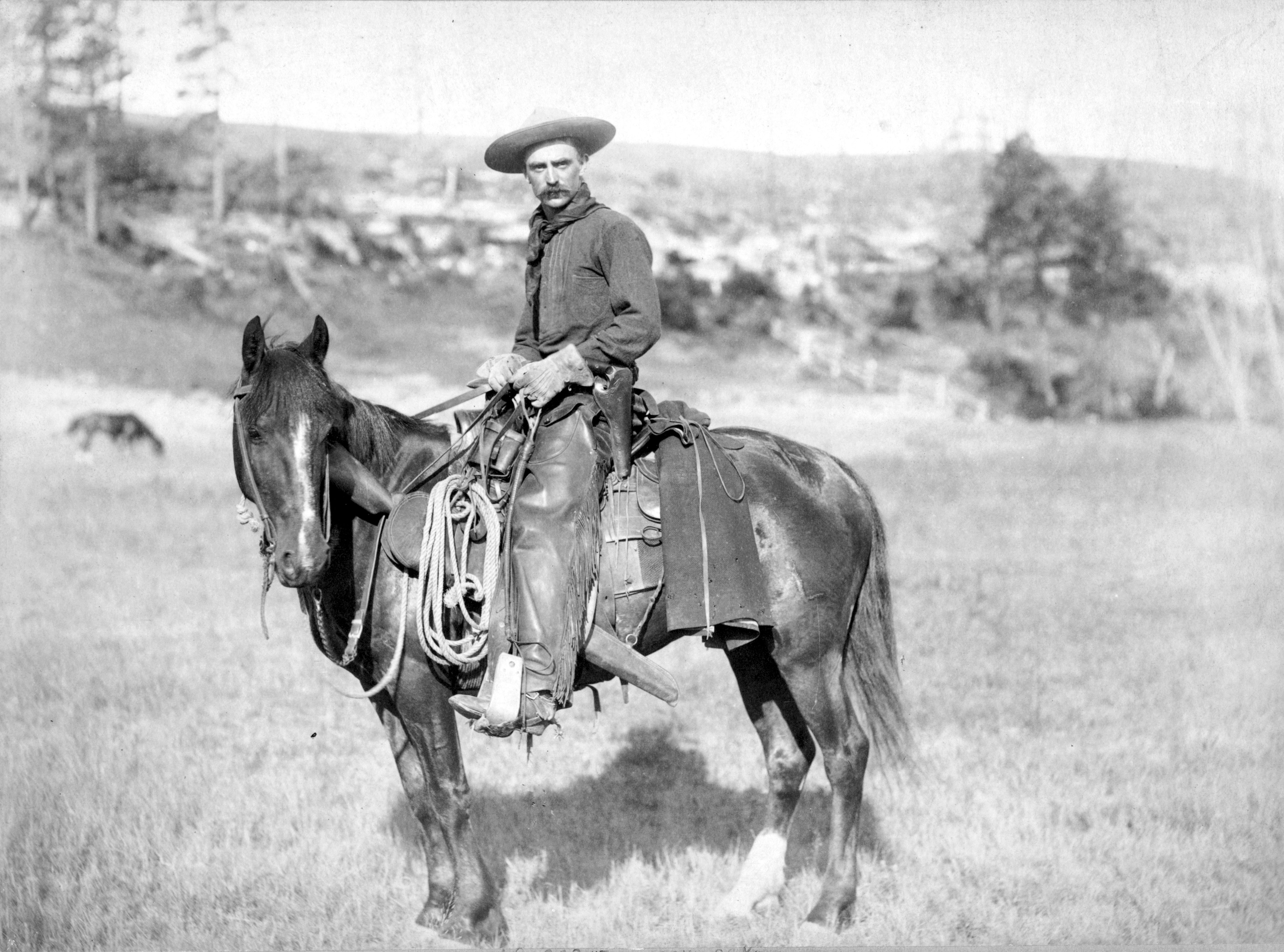
カウボーイ 1887年頃

19世紀遅くから20世紀初めのアメリカ西部の歴史は、文学や映画の世界で文化的ミトスを生んだ。カウボーイのイメージ、入植者および西方への拡張は実際に起こったことであり、少なくとも1920年代以降のアメリカ文化に影響を与えた西部の神話となっていった。
マーク・トウェイン、ブレット・ハートおよびゼーン・グレイといった作家達がカウボーイの文化を賞賛したりけなしたりする一方で、フレデリック・レミントンのような美術家達は西部開拓を記録する方法として西部美術を作り上げた。特にアメリカの映画は西部劇というジャンルを創出し、多くの場合は自立自尊とアメリカ気質という美徳に対する喩えとして西部を使った。西部について文化のロマン主義と西部開拓史の現実との対照は、20世紀遅くから21世紀初めにかけての西部に関する学会のテーマとなってきた。カウボーイの文化はアメリカの経験の中で共通の文化的試金石として埋め込まれ、現代ではカントリー・アンド・ウェスタンや画家ジョージア・オキーフの作品といった形で、人の少ない気候も厳しい地域で精神に吹き込まれた孤独や独立の感覚を賞賛してきた。
急速な発展を経験した結果として、多くの新しい住民は個人的な失敗や前の共同社会での敵意などの前歴を持って、新しい出発をするためにまた新たな土地に動いた。新たな土地でより実務的な目標を抱いてやって来たこれらの人々によって、その地域では自己決断力や個人的自由の強い精神を発展させ、その住人は前もっての関係も無く共通の観念や忠誠心も無い共同社会を作り上げた。この地域の広々とした土地があって、住人は東部の都市よりも隣人から距離を置いて住むことができるようになり、他人の異なる価値観や目的を認める倫理観が発達した。カリフォルニア州憲法は、個人の財産権や個人の自由に重きを置き、市民社会の方向に向かう理想を犠牲にする集団によって起草された。

### 20世紀
1890年までに辺境は消滅した。ニュース映画では、テキサスやオクラホマの石油ブームの町について、古い鉱山と比べてその無法振りを報告し、ダスト・ボウル（砂塵嵐）が元々の開拓者の子孫がさらに西へ行くことを余儀なくされたと伝えた。映画は三文小説に代わって西部の作り話を表す娯楽の花形になった。
自動車の発明は普通のアメリカ人が西部へ旅することを可能にした。西部の実業家は西部へ観光客や産業を運ぶ手段としてアメリカ国道66号線の建設を促進した。1950年代、西部の州の代表がカウボーイの殿堂と西部遺産センターを建設し、西部の文化を紹介し東部からの観光客を迎えた。20世紀の後半、西部を横切る大陸横断州間高速道路が東部からより多くの公益チャンスと観光客を運んできた。
20世紀後半から21世紀前半の数十年間、西部の都市の多様性と寛容の精神の評判が「人種差別」の存在により損なわれ、少数民族に対する人種的分析と警察による残酷な行為の告発と共に、時にはロス暴動のように人種問題による暴動に発展した。それにも拘らず、おそらく多くの西部住民が新しい出発をするために他の地域から移ってきたので、概して個人間の結びつきは寛容さと、個人主義的なお互いに干渉しない態度に象徴されている。カリフォルニアはその経済の主要な部分として、農業とハイテク産業が共存している。

## 人口動態

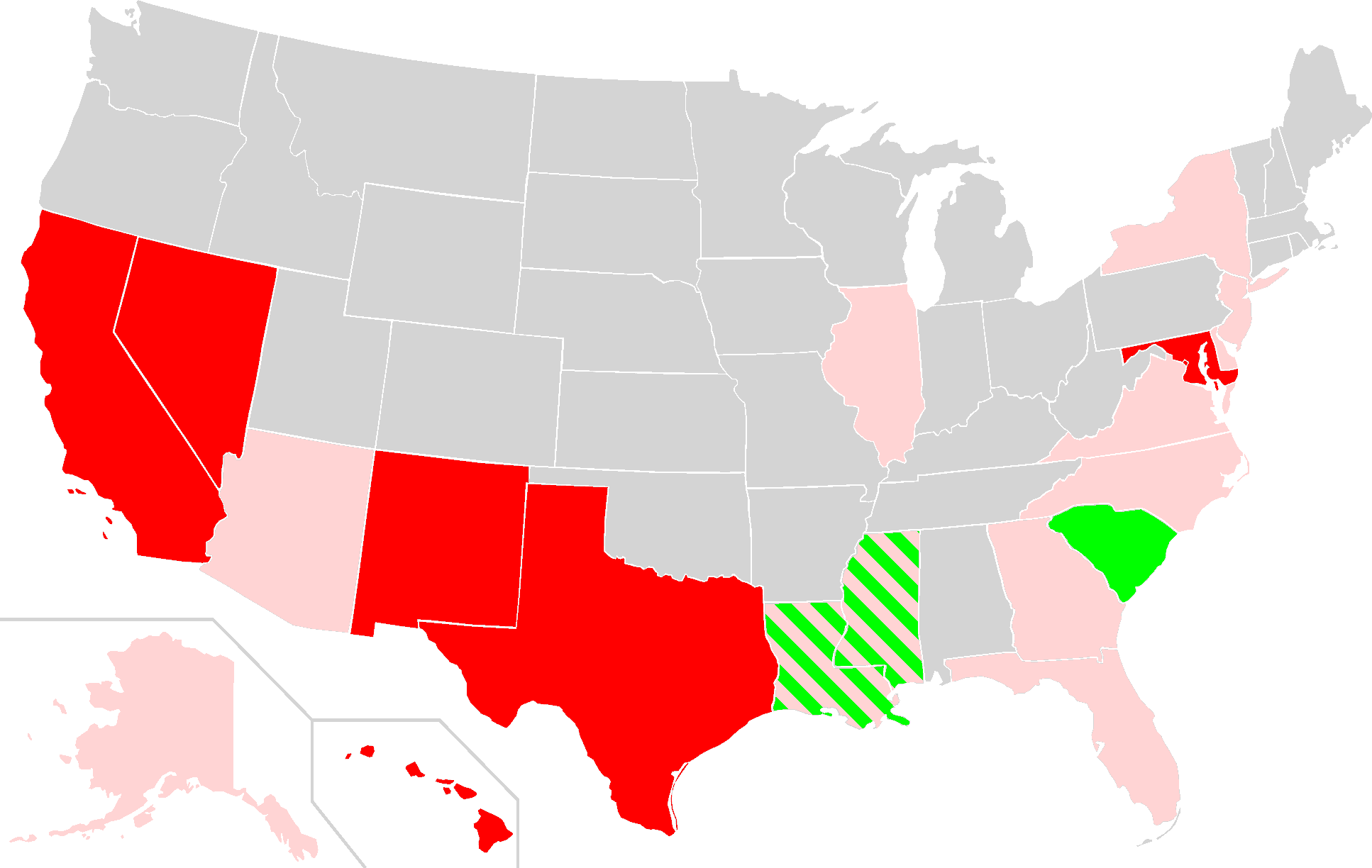
アングロサクソン系白人が少数派、または人口の60％未満である米国の州
アングロサクソン系白人が少数派である州
かつて白人アングロサクソン人が少数派であった州
アングロサクソン系白人が現在60%未満の州

地理学者の中には、西部の人口動態が、合衆国統計局の報告の中でたった一つの西部の定義しか用いないために複雑になっているという者がいる。2000年の国勢調査によれば、ヒスパニック人口が2番目に多いテキサス州を南部に含めており、先住民族人口が2番目に多いオクラホマ州もやはり南部に含めている。またプレーンズ・インディアン人口の多い両ダコタ州は中西部に含めている。しかし、オクラホマの西半分およびテキサスの西の外れは文化的にも、地理的にもさらに社会経済的にも、この2州の東部が属する南部とは言えない。これらの地域は通常、その住人や訪問者によって西部あるいは南西部の一部と理解されている。
2000年の国勢調査からの統計で、ミシシッピ川の西第2列の州までを含めて調整すると、西部の人口は91,457,662人であり、このうちインディアンは1,611,447人で1.8%、ヒスパニックは22,377,288人で24.5%である。合衆国全体に占めるインディアンの比率は0.9%、ヒスパニックは12.5%である。西部の歴史で初めから重要な存在であったアジア人は5,161,446人で5.6%であり、多くは極西部に住んでいる。アフリカ系アメリカ人は5,929,968で6.5%であり、全国平均の12.8%より低い。西部でアフリカ系アメリカ人の密度が高い州はテキサスで12％である。テキサスは西部では唯一の奴隷州であった。
西部には、合衆国でも最も人口密度の小さい地域であり、49.5人/平方マイル (19人/km2)である。テキサス州は78.0人/平方マイル (30人/km2)、ワシントン州は86.0人/平方マイル (33人/km2)、カリフォルニア州は213.4人/平方マイル (82人/km2)であり、全国平均の77.98人/平方マイル (30人/km2)を超えている。
西部全体の地域は、アジア、先住民族およびラテン系文化の影響を強く受けている。合衆国の大多数の少数民族が住んでおり、白色人種を含みあらゆる民族が少数派である（多数派がいない）4つの州、カリフォルニア州、ハワイ州、ニューメキシコ州およびテキサス州が全て西部にある。ロサンゼルスの暴動のようなアメリカの人種の動力学に関する研究の多くが白人とアフリカ系アメリカ人について書かれている。しかし、西部とカリフォルニアの多くの都市は、ヒスパニック系やアジア系住民に好まれているため、彼らの人口比率は高い。それでも白人やアフリカ系アメリカ人は、ヒスパニックやアジア系住民の「市民権や選挙権の保有率が低い」ために、強い政治的影響力を行使し続けている。

## 人口集中部

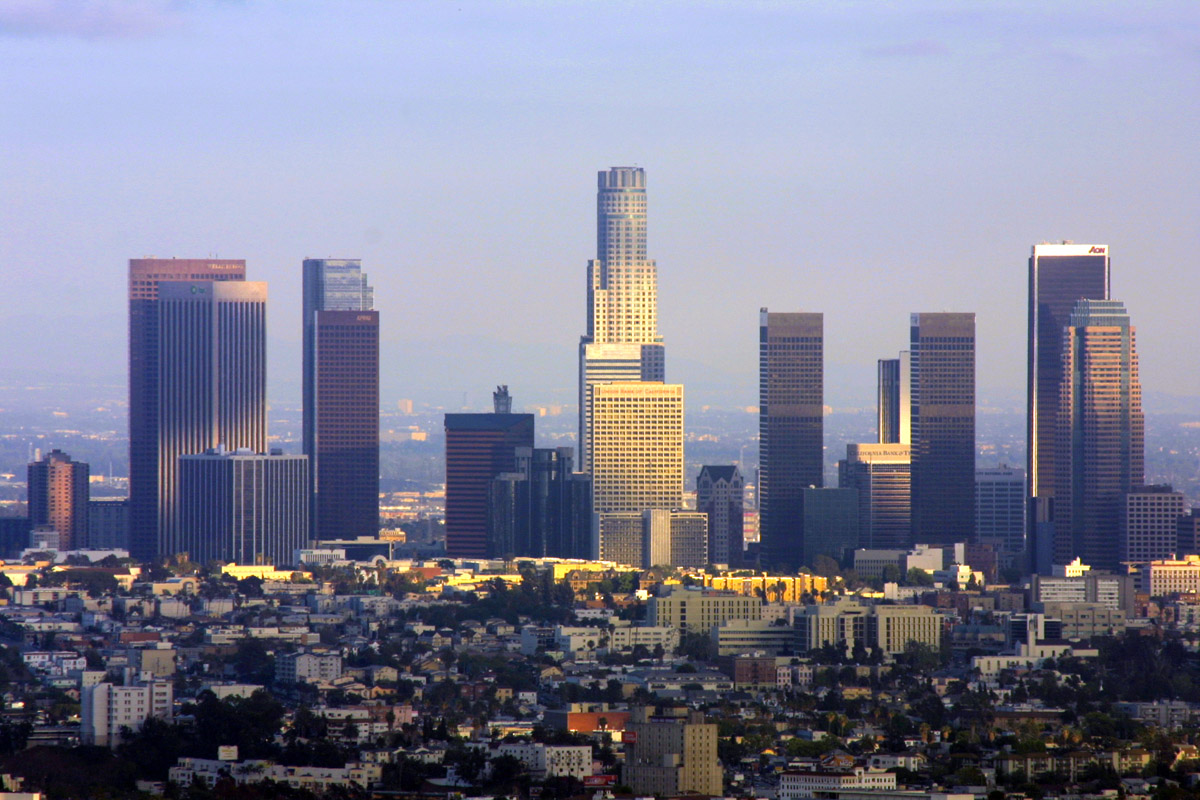
ロサンゼルス
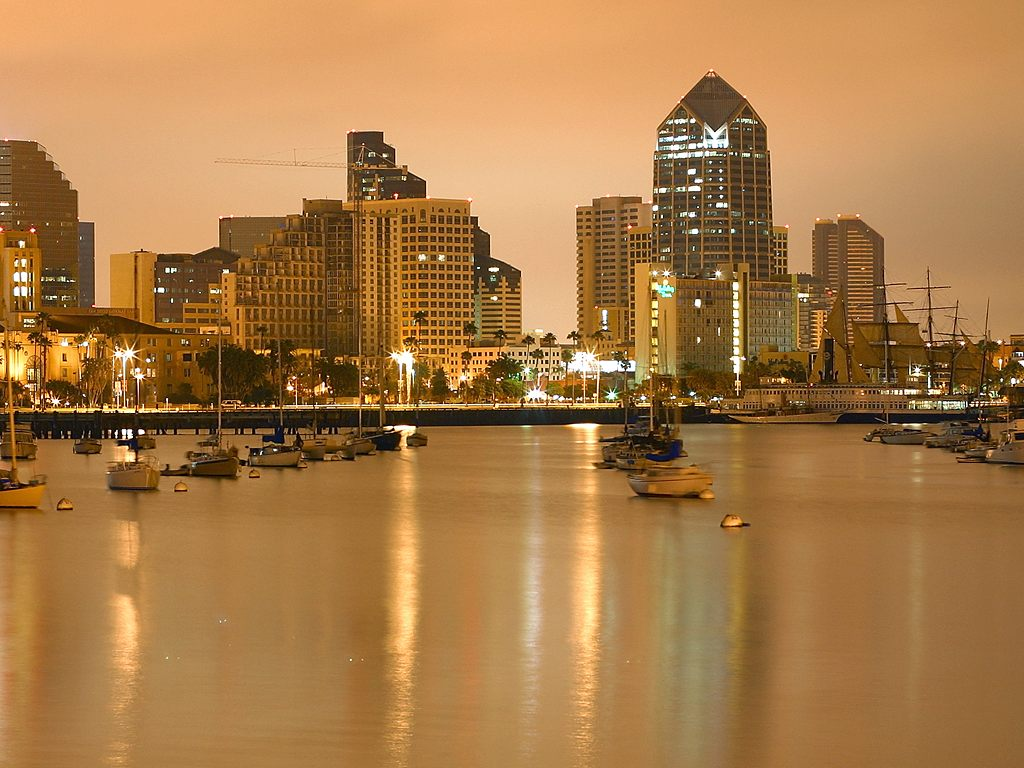
サンディエゴ
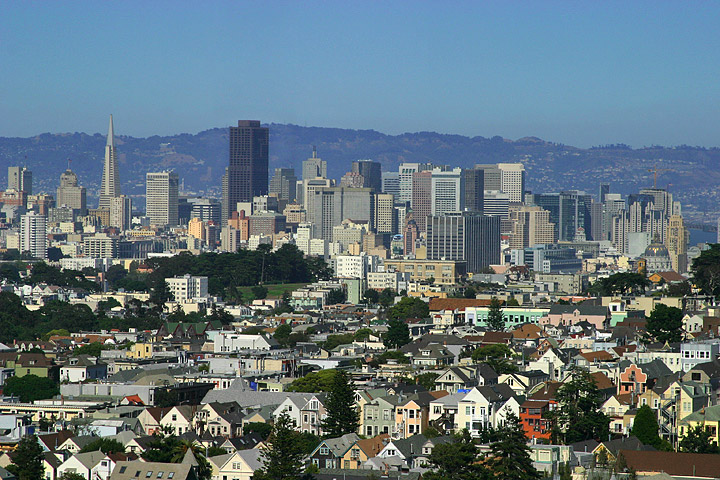
サンフランシスコ
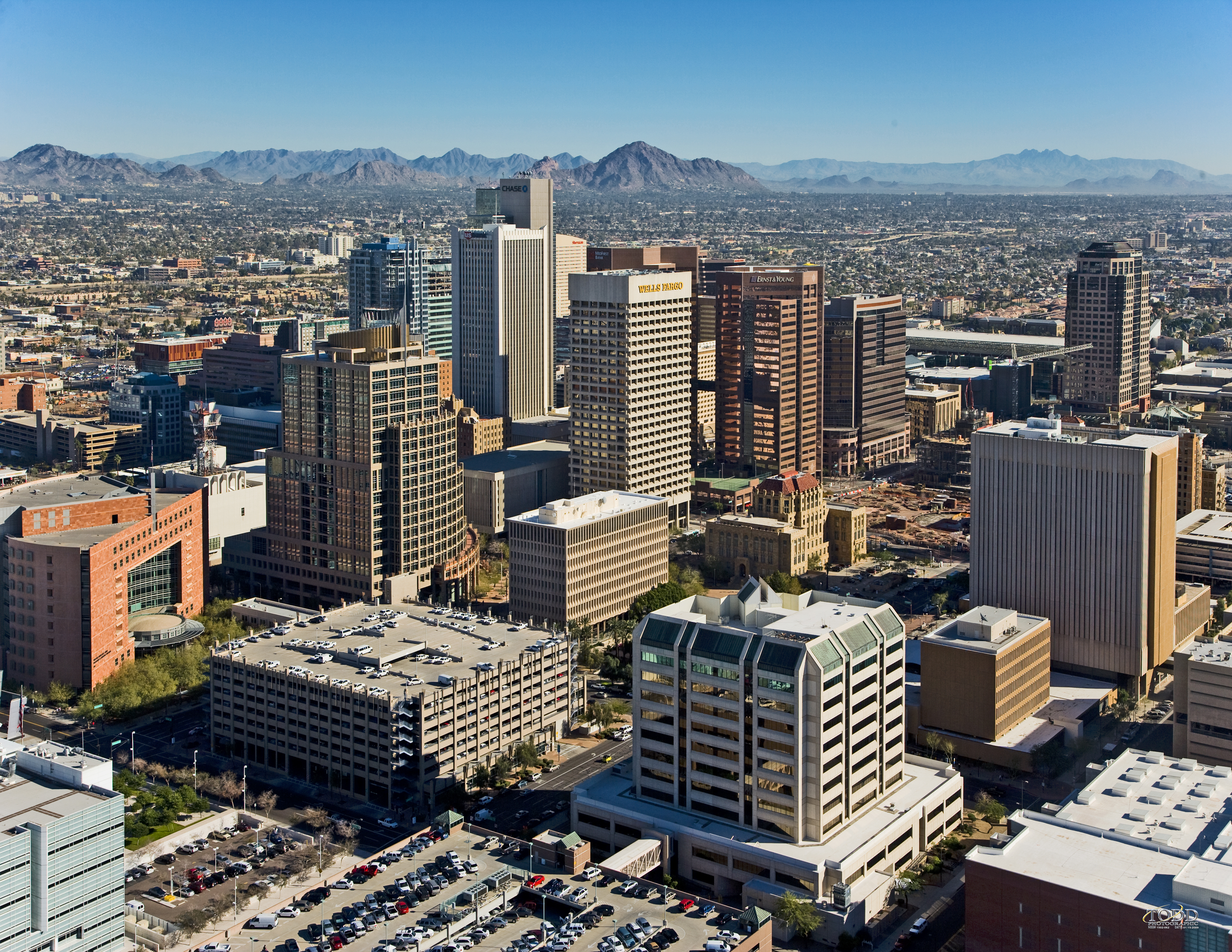
フェニックス
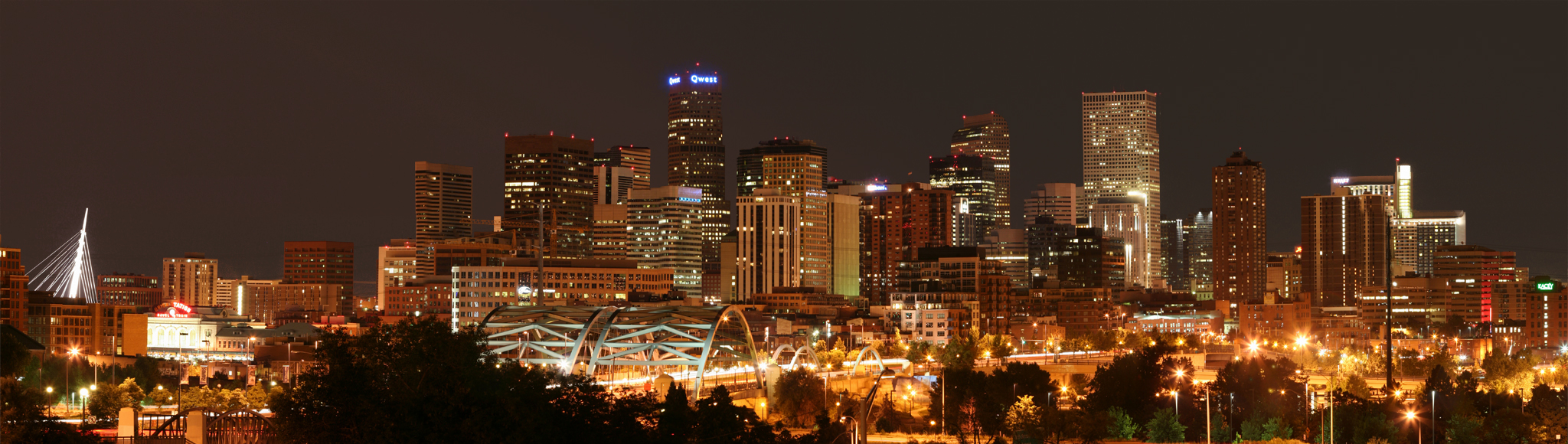
デンバー
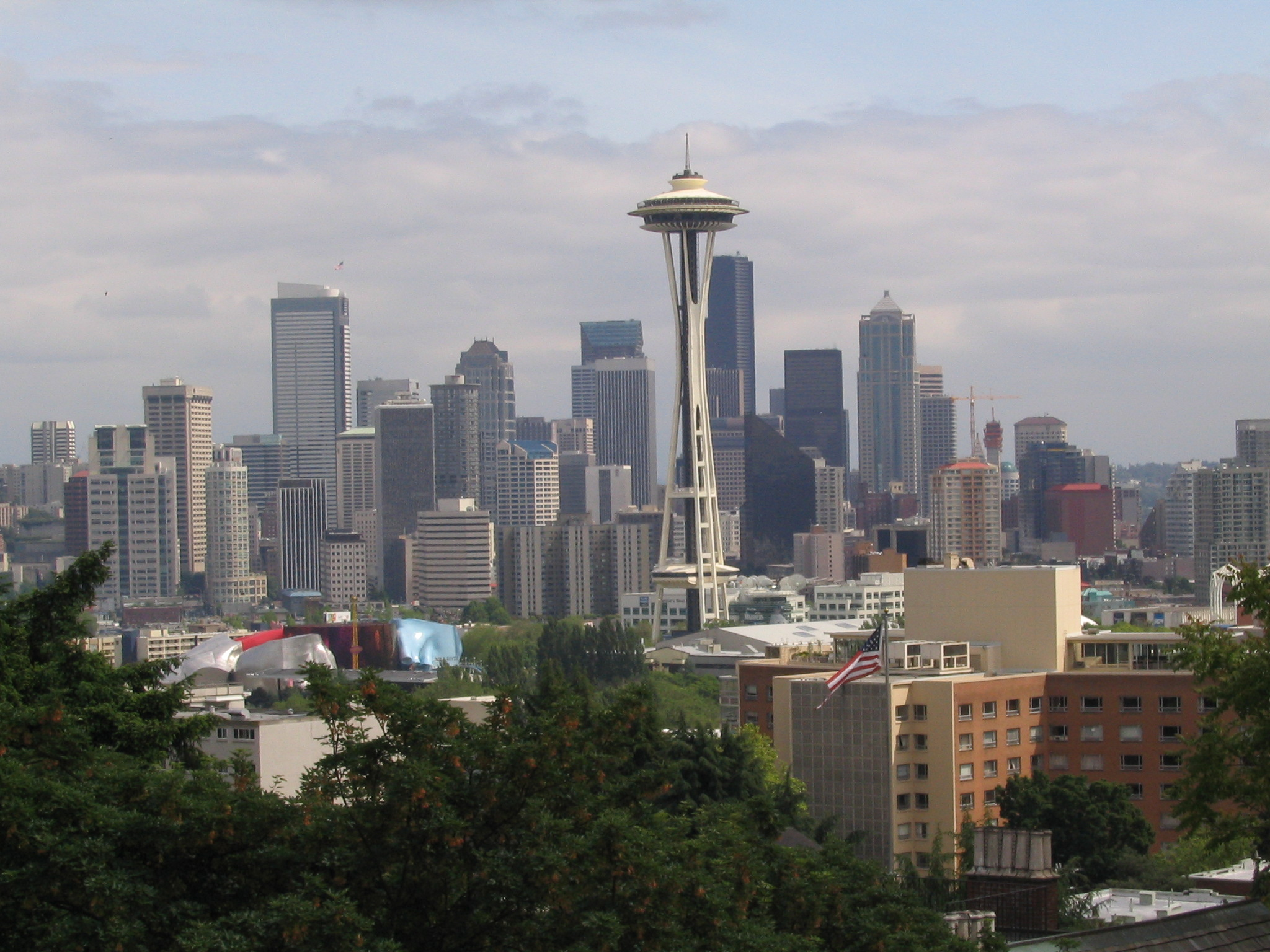
シアトル
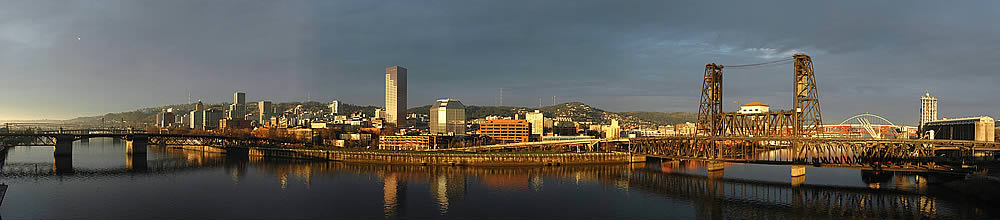
ポートランド
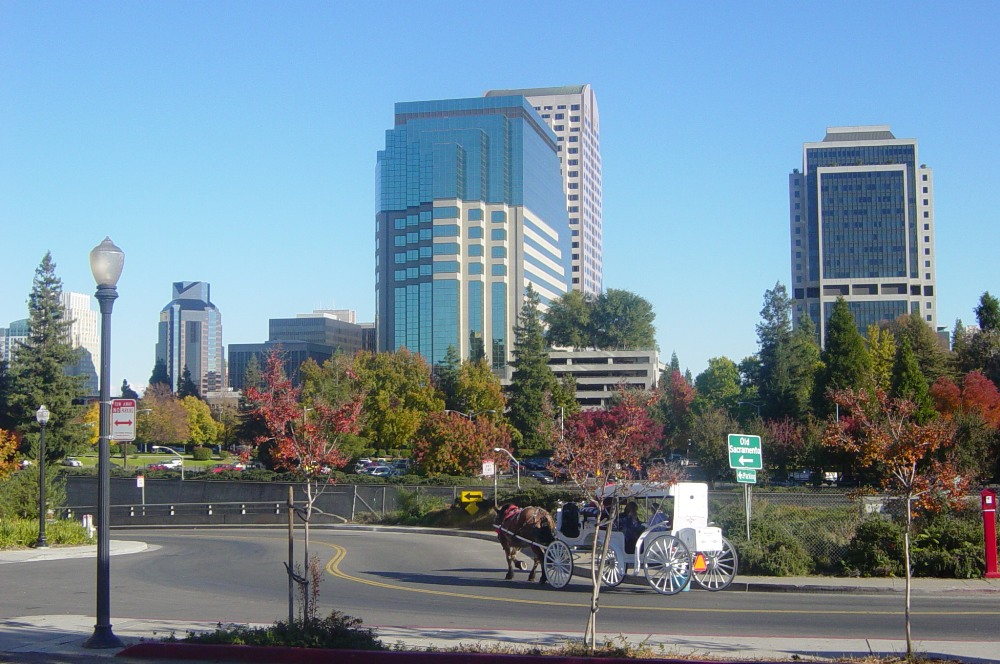
サクラメント
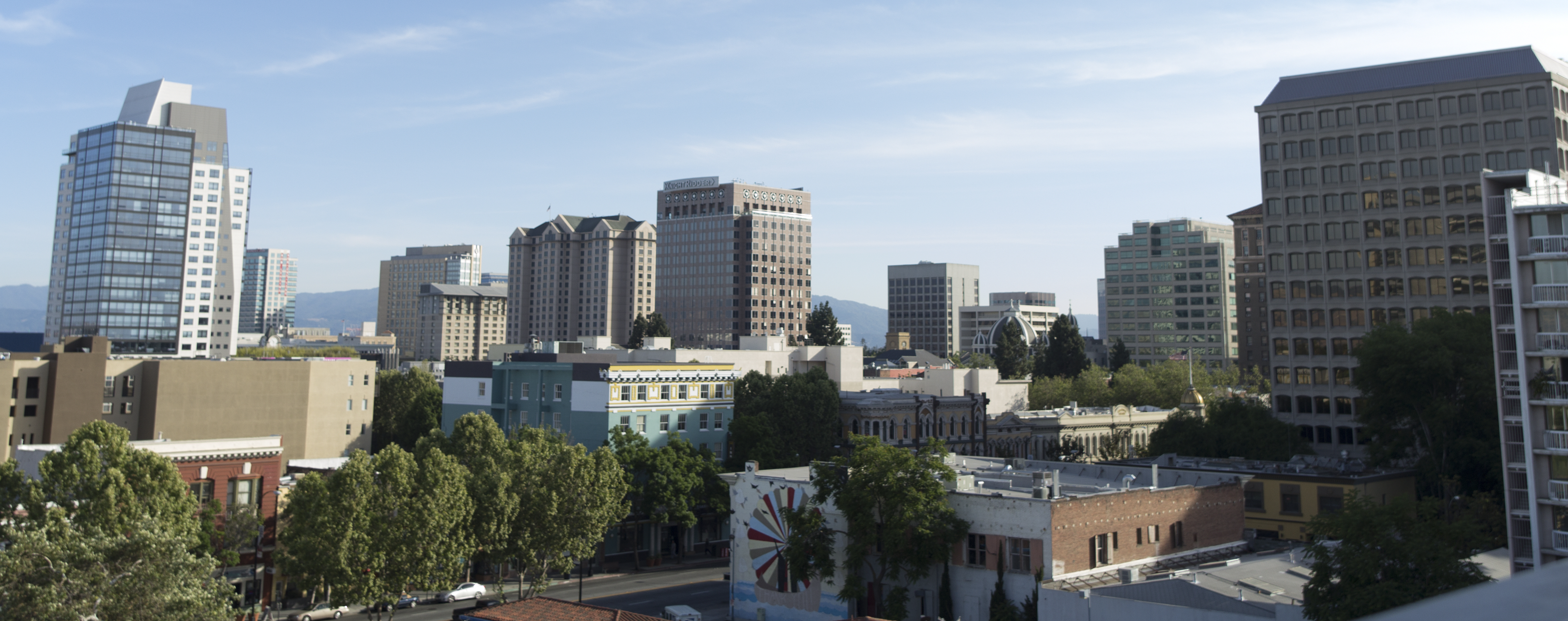
サンノゼ
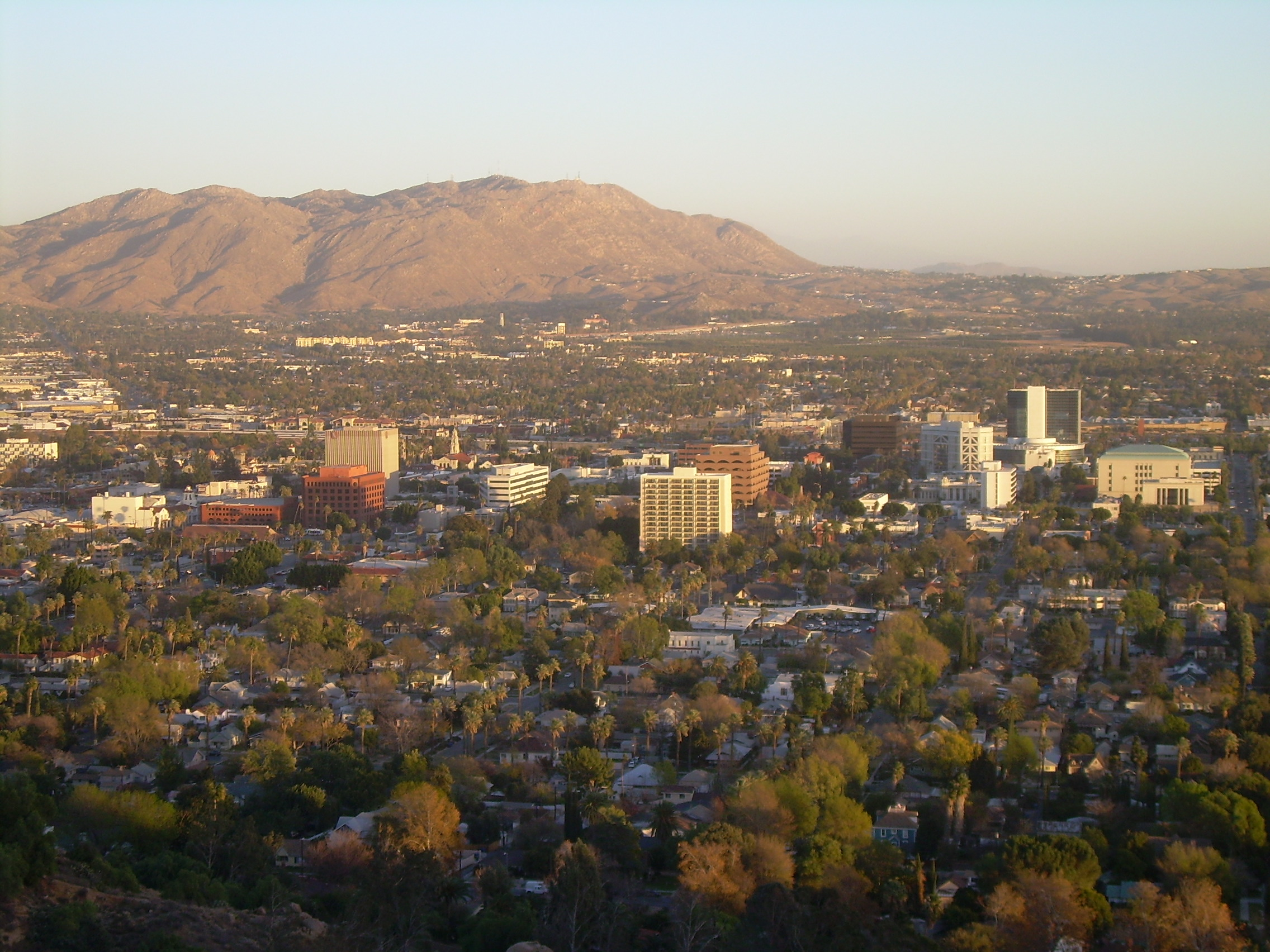
リバーサイド
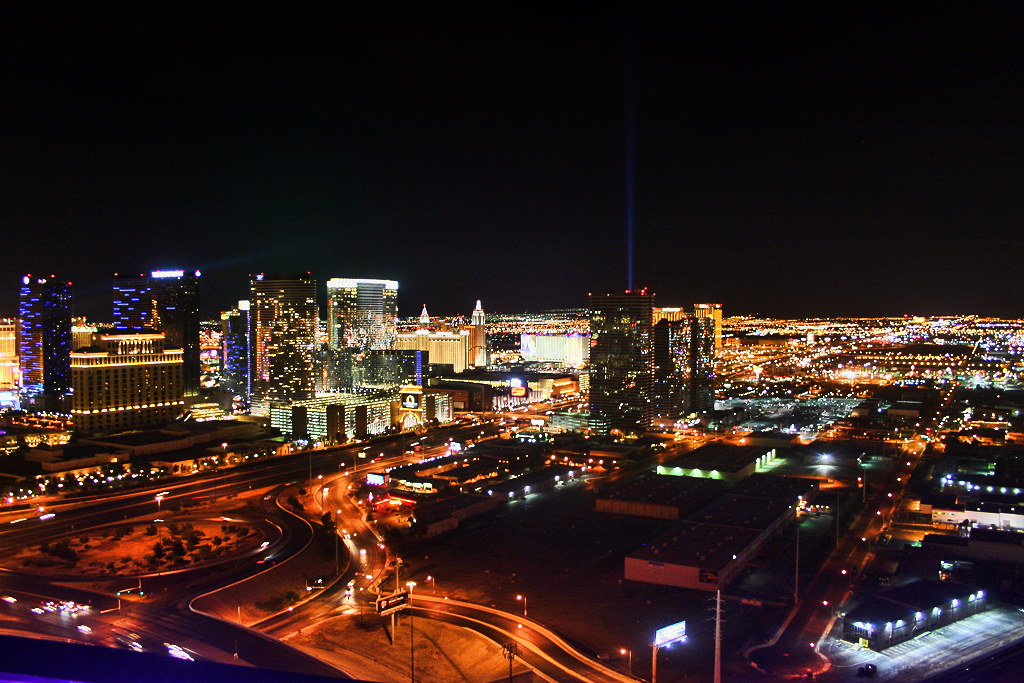
ラスベガス
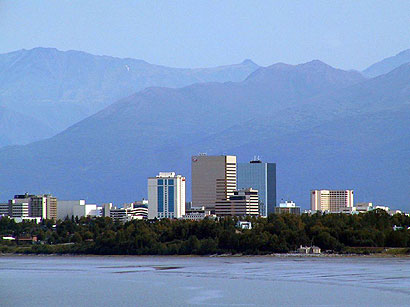
アンカレッジ
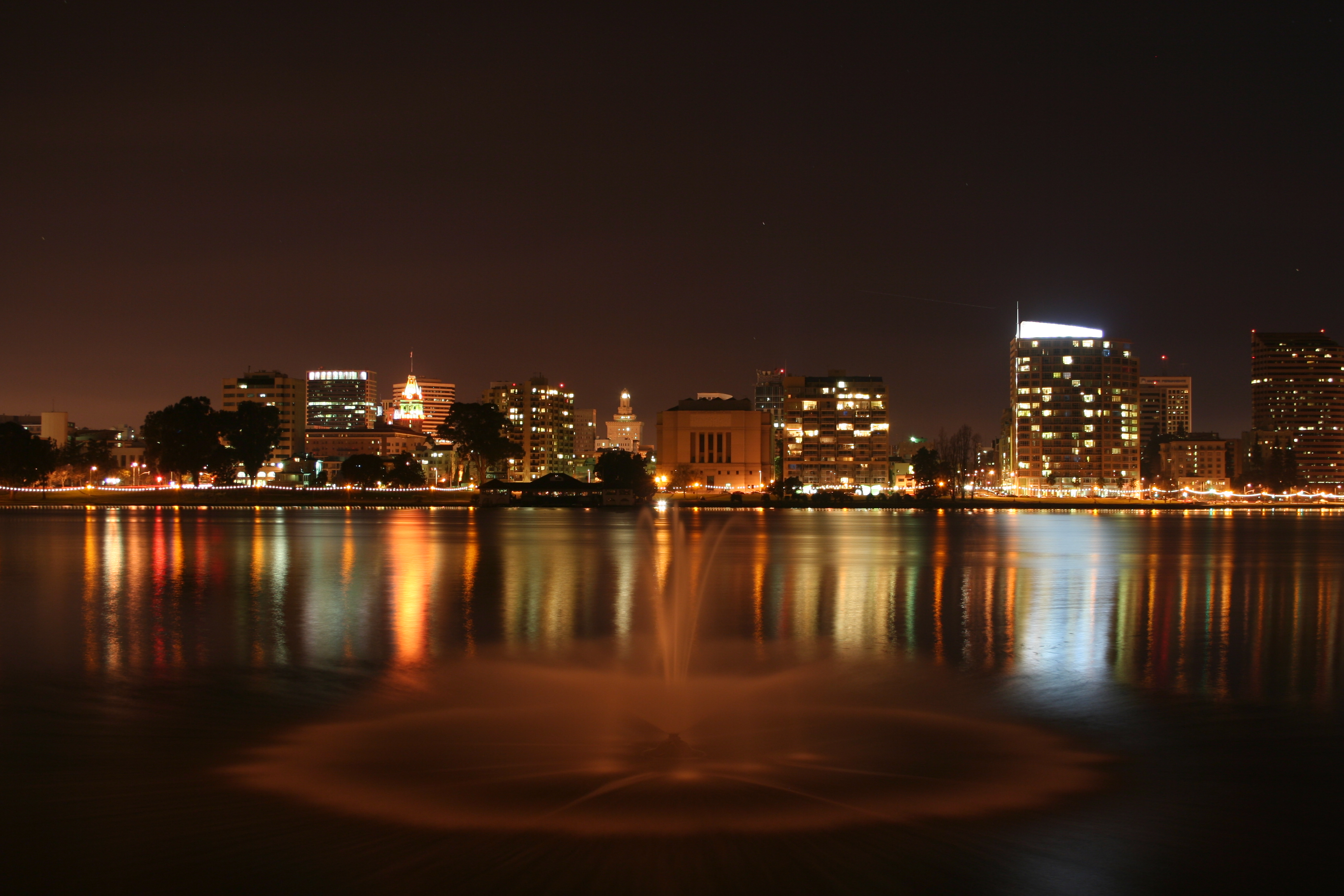
オークランド
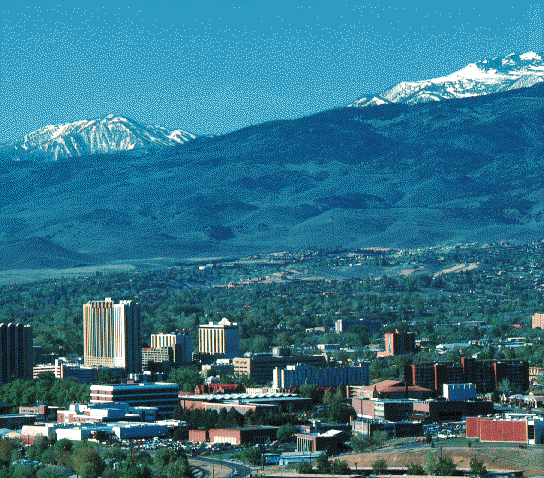
リノ
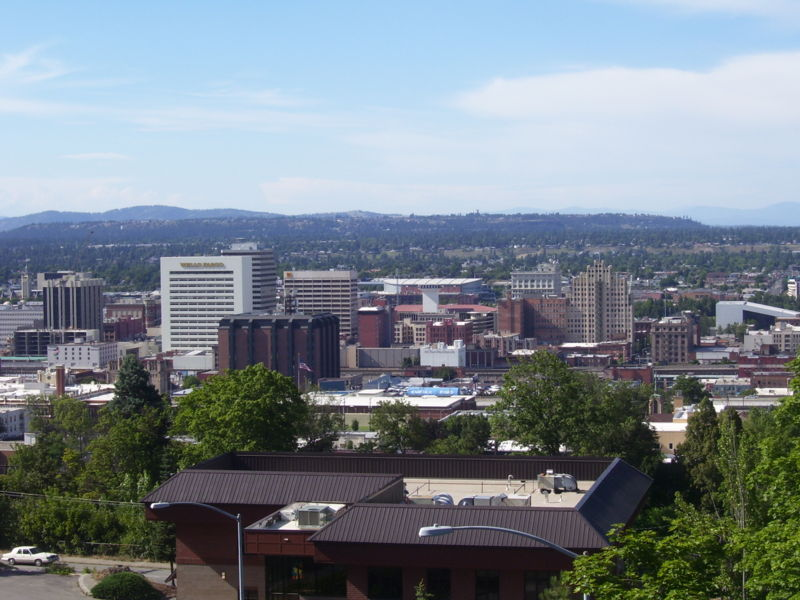
スポケーン
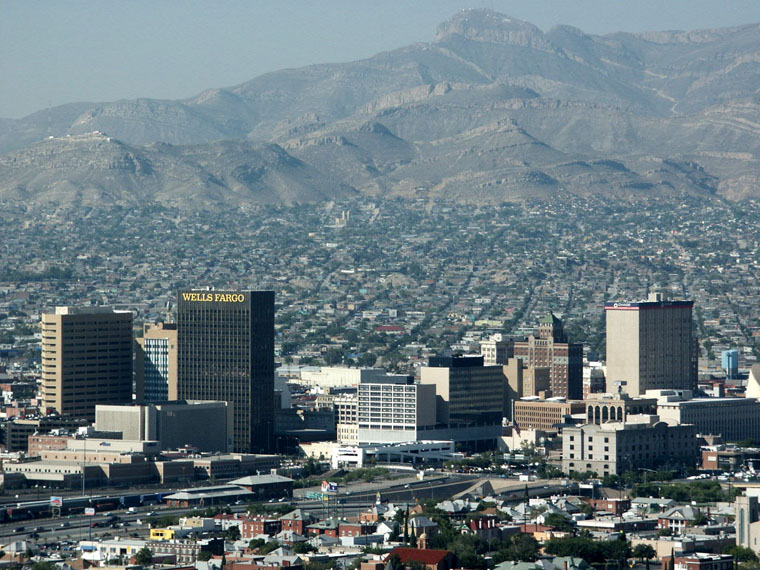
エルパソ
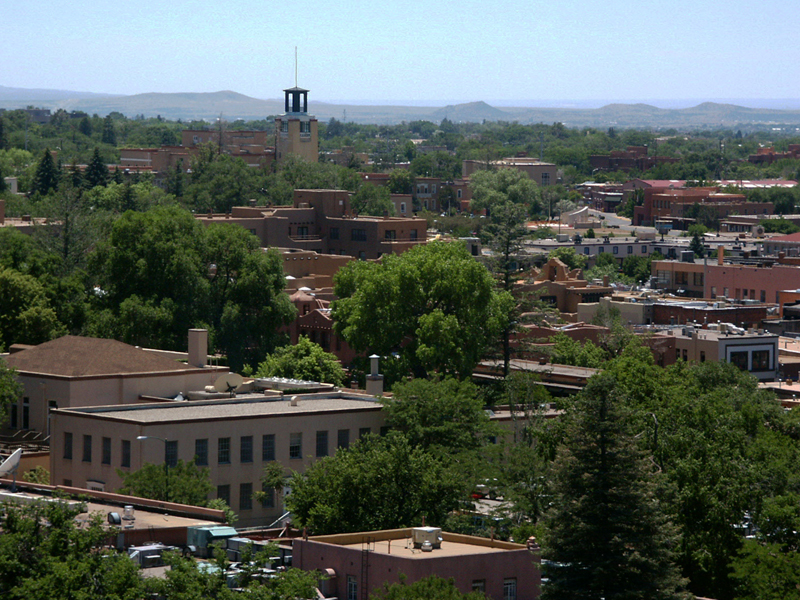
サンタフェ

幾つかの大都市圏はさらに大きな複合統計地域に含まれる。
- 大ロサンゼルス地区（ロサンゼルス-ロングビーチ-リバーサイド） - カリフォルニア州 - 人口 1760万人
- サンフランシスコ・ベイエリア（サンノゼ-サンフランシスコ-オークランド） - カリフォルニア州 - 人口 720万人
- シアトル都市圏（シアトル-タコマ-オリンピア-ピュージェット・サウンド） - ワシントン州 - 人口 380万人
- デンバー-オーロラ-ブールダー複合統計地域 - コロラド州 - 人口 290万人
- ワサッチ・フロント（ソルトレイクシティ-オグデン-クリアフィールド） - ユタ州 - 人口 160万人

| 順位 | 大都市圏                                            | 人口（人） | 州               |
| ---- | --------------------------------------------------- | ---------- | ---------------- |
| 1    | ロサンゼルス-ロングビーチ-サンタアナ                | 12,829,272 | カリフォルニア州 |
| 2    | サンフランシスコ-オークランド-フリモント            | 4,157,377  | カリフォルニア州 |
| 3    | リバーサイド-サンバーナーディーノ-オンタリオ        | 3,642,328  | カリフォルニア州 |
| 4    | フェニックス-メサ-スコッツデール                    | 3,593,408  | アリゾナ州       |
| 5    | シアトル-タコマ-ベルビュー                          | 3,141,777  | ワシントン州     |
| 6    | サンディエゴ                                        | 2,933,462  | カリフォルニア州 |
| 7    | デンバー-オーロラ                                   | 2,301,116  | コロラド州       |
| 8    | ラスベガス-ヘンダーソン-ノースラスベガス-パラダイス | 2,040,258  | ネバダ州         |
| 9    | サクラメント                                        | 1,974,810  | カリフォルニア州 |
| 10   | サンノゼ-サニーベール-サンタクララ                  | 1,734,721  | カリフォルニア州 |
| 11   | ポートランド-ビーバートン                           | 1,576,541  | オレゴン州       |
| 12   | ソルトレイクシティ                                  | 1,005,232  | ユタ州           |
| 13   | ホノルル                                            | 902,704    | ハワイ州         |
| 14   | ツーソン                                            | 892,798    | アリゾナ州       |
| 15   | フレズノ                                            | 850,325    | カリフォルニア州 |
| 16   | オックスナード-サウザンドオークス-ベンチュラ        | 791,130    | カリフォルニア州 |
| 17   | アルバカーキ                                        | 764,869    | ニューメキシコ州 |
| 18   | ベーカーズフィールド                                | 713,087    | カリフォルニア州 |
| 19   | ストックトン                                        | 632,760    | カリフォルニア州 |
| 20   | コロラドスプリングス                                | 572,264    | コロラド州       |
| 21   | ボイシ-ナンパ                                       | 510,876    | アイダホ州       |
| 22   | モデスト                                            | 492,233    | カリフォルニア州 |
| 23   | オグデン-クリアフィールド                           | 468,942    | ユタ州           |
| 24   | サンタローザ-ペタルーマ                             | 466,725    | カリフォルニア州 |
| 25   | スポケーン                                          | 431,027    | ワシントン州     |
| 26   | サリナス                                            | 414,449    | カリフォルニア州 |
| 27   | ヴァレーホ-フェアフィールド                         | 412,336    | カリフォルニア州 |
| 28   | プロボ-オレム                                       | 406,851    | ユタ州           |
| 29   | サンタバーバラ-サンタマリア-ゴリータ                | 403,134    | カリフォルニア州 |
| 30   | バイセイリア-ポータービル                           | 390,791    | カリフォルニア州 |

テキサス州エルパソ市はアメリカ南部の一部と考えられる州に属しているが、西部の一部と考えられる。

## 政治

安楽死を合法化した州

売春を合法化した州

州単位で所得税が無い州

歴史的に権力の中心であった東部と、“未開”であった西部の距離、および称賛される西部開拓者の開拓精神が、地域の独立的不均一な政治を説明する2つの決まり文句になっている。歴史的に見ると西部は婦人参政権が広く適用された最初の地域である。財産権と自然保護運動を生んだのも西部なら、納税者革命とバークレー自由言論運動を生んだのも西部である。この地域からは複数の合衆国大統領が誕生した。リチャード・ニクソン、ロナルド・レーガンなどである。
自由主義政治思想の流行が、そのように定義付けられないまでも広く観察できる。たとえば西部の州の大半が薬品としてのマリファナ（例外はニューメキシコ、ユタおよびワイオミングの各州）とギャンブル（例外はユタ州）を合法化してきた。オレゴン州は安楽死を合法化した。ユタ州は以前から複婚を認める地域指導者の長い歴史がある。ネバダ州の多くの郡は売春を合法化した。同性婚を法的に認めることについてほとんど抵抗は無かった。カリフォルニア州とハワイ州はこれを認め、西部の住人のわずか28%が反対したに過ぎなかった（南部では48%が反対した）。カリフォルニア州とワシントン州は積極的差別是正措置を制限する動きに出た。
しかし、西部は均質性とはかけ離れている。カリフォルニア州オレンジ郡やサンディエゴという顕著な例外があるが、太平洋岸の主要な都市部は民主党支持に傾きつつある。サンフランシスコの2大政党は緑の党と民主党である。シアトルは昔から急進的左翼政治の中心であった。世界産業労働組合の活動が特に活発であり、共産党指導者レーニンの記念碑があるアメリカ国内で数少ない都市の一つである。ソルトレイクシティの市長ロッキー・アンダーソンは、同性婚を支持しており 、デンバーの住人はマリファナを犯罪ではないとする投票を行った。ハワイ州は普遍的健康保険システムを採用しようとしている。アメリカ合衆国議会の民主党指導者は2人とも西部の出身である。下院議長ナンシー・ペロシはカリフォルニア州の出身であり、野党指導者のハリー・リードはネバダ州出身である。
内陸部特にロッキー山脈の地域では共和党支持の傾向がある。西部の共和党は他のどの地域よりも、保守的福音主義キリスト教徒者の影響を受けていないとも見られている。ただし、コロラド・スプリングスは宗教的保守主義の中心である。アリゾナ州選出の上院議員ジョン・マケインとカリフォルニア州知事のアーノルド・シュワルツェネッガーは全米でもよく知られた西部の共和党員であり、マケインは特に党員の中でも一匹狼という評判があった。
ラテン・アメリカ系アメリカ人は急速に人口が増加しているので、両2大政党から支持を求める声が強い。移民問題は重要な政治的課題として残っている。不法入国に対する反動として1999年にカリフォルニア提案187号が可決された。これは文書化されていない住人に対して多くの公的サービスを否定する住民投票であった。このカリフォルニア共和党特に当時の知事ピート・ウィルソンの提案に伴って、多くのヒスパニックの票が民主党に動いたとされる。
1996年以降の大統領選挙で、選挙人については、カリフォルニア州で55人の選挙人が11%差で民主党候補者を、ワシントン州では11人の選挙人が8%差で民主党候補者を、アリゾナ州は10人の選挙人が5%差で共和党候補者を、コロラド州は9人の選挙人が5%差で共和党候補者を、オレゴン州は7人の選挙人が4%差で民主党候補者を、ニューメキシコ州は5人の選挙人が0.3%差で民主党候補者を、ユタ州は5人の選挙人が36%差で共和党候補者を、ハワイ州は4人の選挙人が17%差で民主党候補者を、アイダホ州は4人の選挙人が33%差で共和党候補者を、ネバダ州は5人の選挙人が0.6%差で民主党候補者を、アラスカ州は3人の選挙人が24%差で共和党候補者を、モンタナ州は3人の選挙人が16%差で共和党候補者を、ワイオミング州は3人の選挙人が31%差で共和党候補者を選んだ。
この地域の州は、合衆国の中でも揺れ動く州が多い。5つの州の選挙結果が5%以下の差である。アリゾナ州、コロラド州、ネヴァダ州、ニューメキシコ州およびオレゴン州が該当する。